# Minucciano
Minucciano è un comune italiano di 1 740 abitanti della provincia di Lucca in Toscana, nella storica regione della Garfagnana, alle sue estremità nord-occidentali ai confini con la Lunigiana. Il borgo, di origine antichissima, è un interessante esempio di presidio difensivo medioevale, con le case arroccate sulla sommità di uno sperone roccioso che sovrasta la profonda gola montana circostante.
(Dal Dizionario Geografico Fisico Storico della Toscana di Emanuele Repetti – Firenze 1833-1845)

## Geografia fisica
Il territorio del comune di Minucciano è racchiuso tra le cime più alte delle Alpi Apuane: il monte Pisanino, il Pizzo d'Uccello, il Tambura e il monte Grondilice. La superficie è prevalentemente coperta da boschi delle tipologie più varie, dagli arbusti della macchia mediterranea ai boschi di quercia e carpino nero, dalla faggeta alla prateria d'alta quota, dai secolari castagni da frutto alle più diverse specie di fiori, che danno ai boschi minuccianesi un'ampia gamma di colori diversa in ogni periodo dell'anno.
Non da meno è la fauna, che vede distribuirsi sul territorio diverse specie tra le quali:
- Uccelli: l'aquila reale, la poiana, il gheppio, il falco pellegrino, il gufo, il barbagianni, la civetta, l'allocco, il corvo imperiale, il gracchio alpino, il raro gracchio corallino, il sordone, il codirosso spazzacamino, la pernice rossa, il torcicollo, il cuculo, il picchio muraiolo, la rondine montana, il balestruccio, i fringillidi, le cince, il picchio verde e rosso maggiore.
- Mammiferi: alcune specie di pipistrelli come l'orecchione comune ed il ferro di cavallo maggiore, il ghiro, lo scoiattolo, il moscardino, la lepre, il capriolo, il cinghiale, la volpe, la faina, la donnola, il furetto europeo, la martora, il tasso, il daino, il cervo, l'istrice, il riccio, il lupo appenninico (recentemente ricomparso grazie all'abbondanza di prede come caprioli e cinghiali), il camoscio alpino, l'arvicola campestre e l'arvicola delle nevi.
- Rettili: la vipera, il biacco, la biscia dal collare, il colubro di Esculapio, la biscia tassellata.
- Pesci e anfibi: la trota, la salamandra pezzata, il tritone alpestre apuano, la salamandrina dagli occhiali.

## Storia

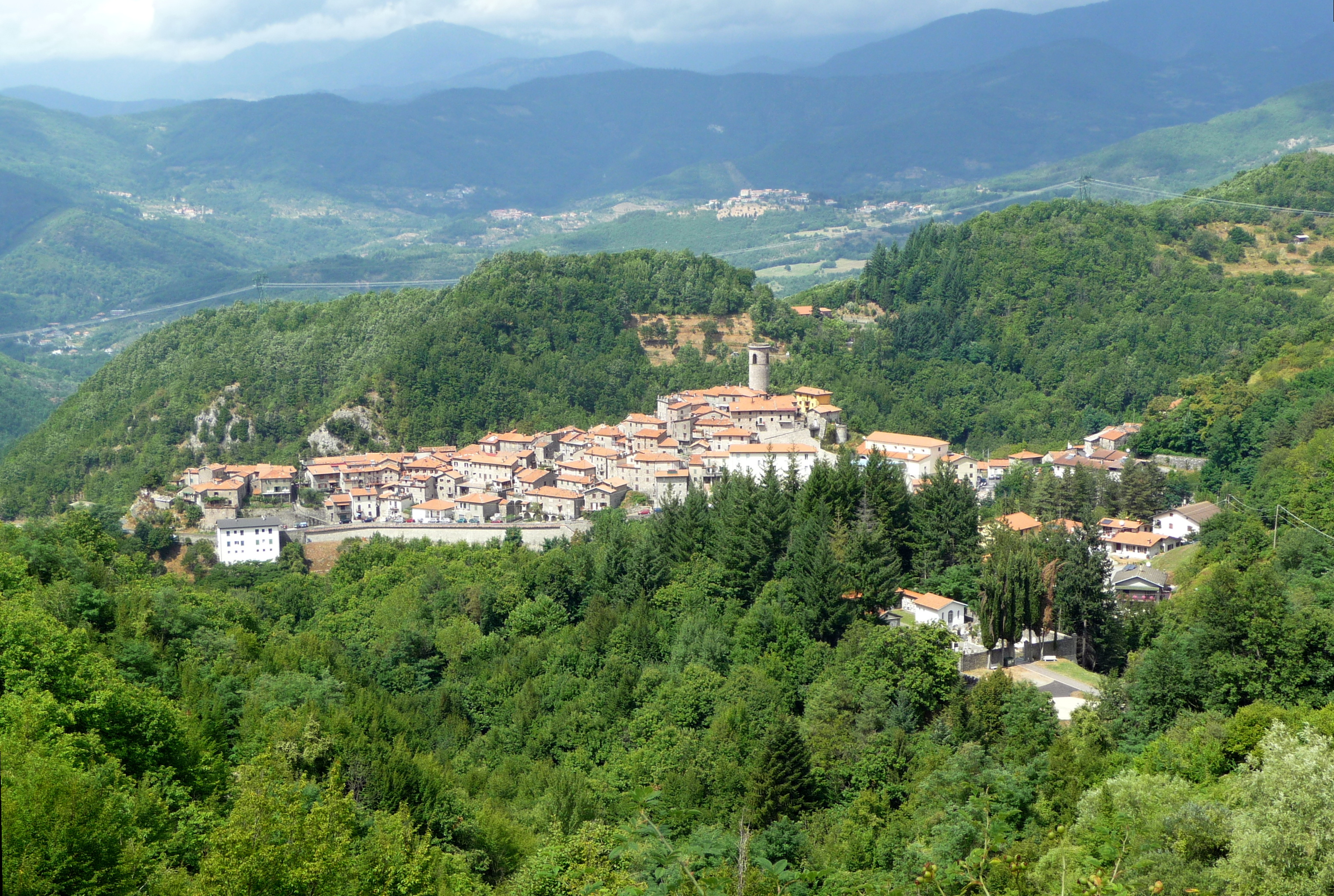
Panorama di Minucciano dalla strada per Orto di Donna

Minucciano è di origini antichissime, come testimoniato anche da reperti archeologici e statue stele risalenti all'età del bronzo, ritrovate nelle vicinanze dell'eremo della Beata Vergine del Soccorso. In queste terre si collocarono per primi gli apuani, assoggettati e poi cacciati dai romani, che fondarono il "castrum".
Il paese pare prendere il nome dal console romano Quinto Minucio Termo, ma in precedenza il luogo si chiamava Saltus (testimonianza degli insediamenti d'epoca romana sono alcuni reperti archeologici ed il toponimo che deriva da un Fundus Minuccianus). 
Tradizione vuole che, nel luogo ove oggi sorge Minucciano, nel II secolo a.C. si sia verificata la leggendaria battaglia contro gli Apuani nella quale il console Quinto Minucio Termo rischiò di vedere distrutte le sue legioni. I romani ebbero comunque la meglio, al punto tale da fare derivare il nome del borgo proprio dal console romano che riuscì vittorioso.
Dal centro di Minucciano, e dalla frazione di Pieve San Lorenzo, passava la via Clodia Nova (o Clodia Secunda), strada romana tracciata nel II-I Secolo a.C., che collegava Pisa e Lucca alla Lunigiana, attraversando la Garfagnana anziché passando dalla costa versiliese. Da Pisa si dirigeva a Lucca, risaliva il versante destro del fiume Auser (Serchio), attraversava la Garfagnana con i centri di Gallicano, Castelnuovo Garfagnana, Piazza al Serchio e, dopo Minucciano, valicava il Passo di Tea (955 m), nei pressi del Monte Argegna, dove sono ancora visibili i resti dell'Hospitale di San Nicolao dell'XI Secolo. Da qui, attraversava Fosdinovo per concludersi all'antico porto di Luni.
All'epoca delle invasioni barbariche il territorio di Minucciano venne attraversato da goti, franchi e longobardi: a causa di questi eventi l'intera zona si spopolò.
In epoca altomedievale il borgo si consolidò e divenne feudo dei Malaspina, potenti signori della Lunigiana, che vi dominarono fino al Secolo XI.
Dopo il Mille il borgo entrò nei possedimenti lucchesi, attraversando la sua fase di massimo splendore. Durante questo periodo, nel quale Minucciano divenne vicarìa, le fu concesso il potere di battere moneta: il "Barbone minuccianese". È un privilegio, questo, che venne conferito in genere a borghi e comunitates particolarmente ricche e tenute in grande considerazione dalle autorità per la loro importanza strategica ed economica. Minucciano era infatti diventato uno dei centri più importanti della zona. Il nome "barbone" derivava dalla presenza dell'immagine del Volto Santo di Lucca su una delle facce della moneta che, come nel Grosso lucchese, era rappresentato con una folta barba.

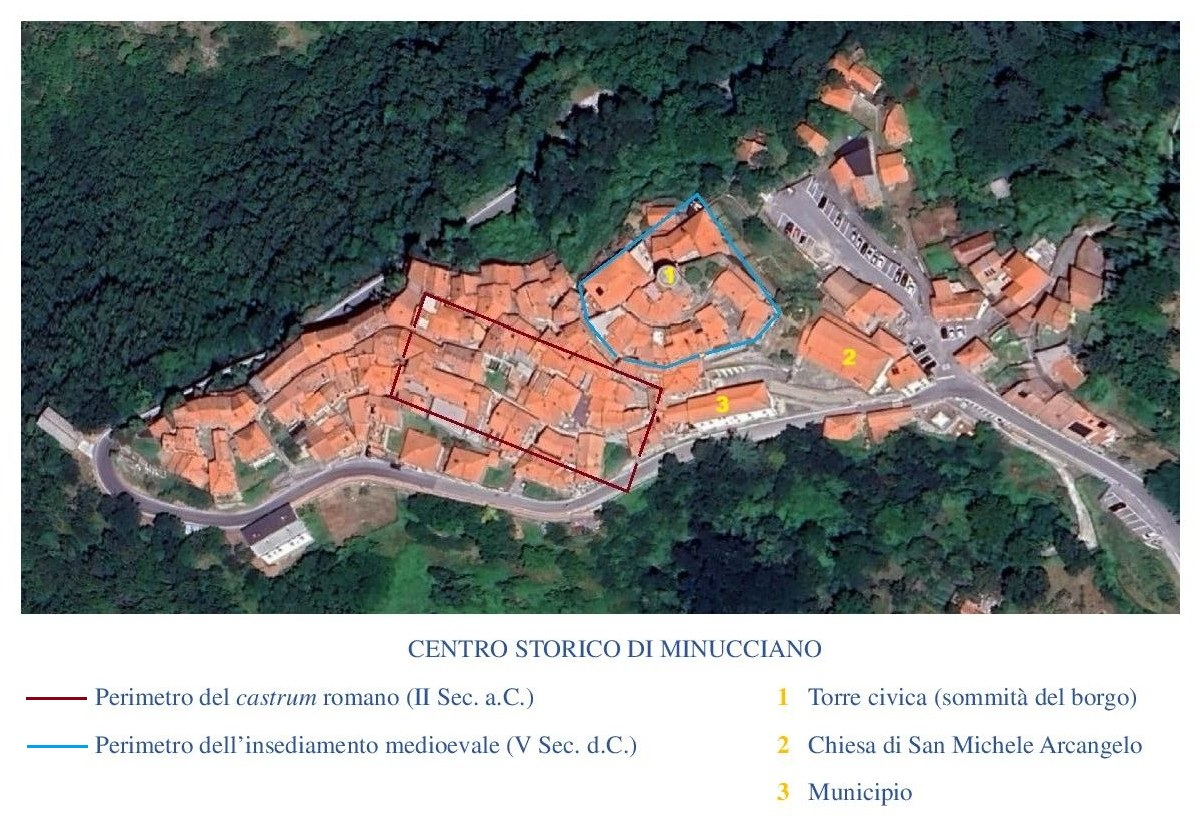
Il centro storico di Minucciano dal II Sec. a.C. ai nostri giorni.

Per via della sua posizione strategica, al confine tra la Garfagnana e la Lunigiana, il borgo di Minucciano fu a lungo conteso tra Pisa, Firenze, il casato dei Visconti di Milano e gli Estensi di Ferrara.
Nei secoli, Minucciano vide alternarsi al potere dapprima la Repubblica di Pisa, successivamente quella di Firenze, che vi governò per un breve periodo, quindi i Visconti che persero poi il borgo a vantaggio di Lucca. Successivamente, Minucciano venne riconquistato dai Malaspina, alleati per l'occasione con gli Estensi, i quali vi dominarono per un breve periodo prima che il borgo venisse annesso definitivamente ai possedimenti della Repubblica di Lucca nel 1447.

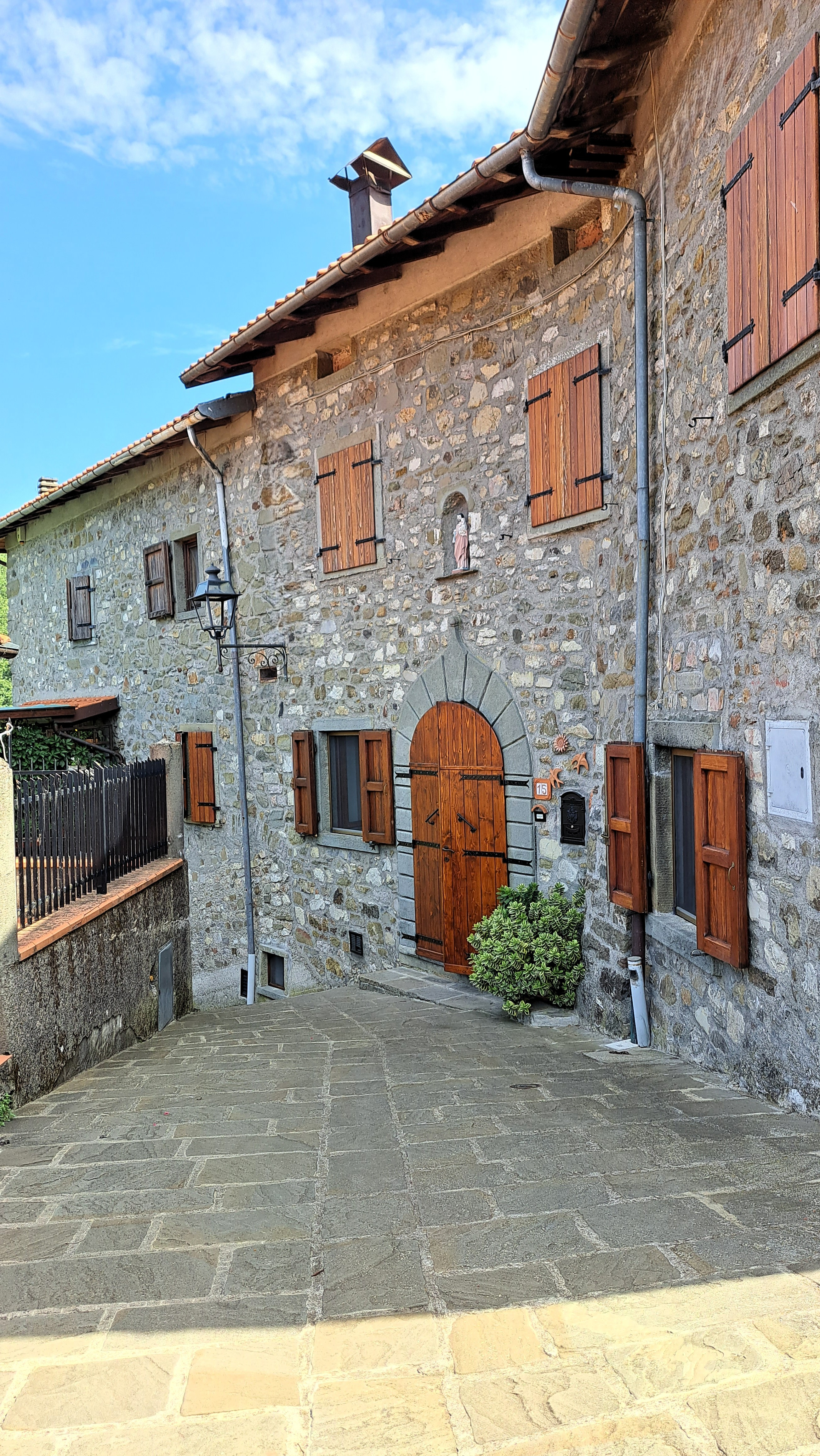
Il borgo antico di Minucciano nei pressi della torre civica

Entrata definitivamente nell'orbita della repubblica lucchese, la località venne eretta a sede vicariale (vicarìa montana nel 1463). Tra la fine del XV Secolo e la metà del XIX, Minucciano fu un'exclave lucchese circondata da ogni parte da comunità appartenenti agli Stati Estensi, ai Malaspina o alla Toscana. Proprio in virtù di questa particolare condizione, vi furono frequenti questioni di confine con gli stati vicini; ciò portò la Repubblica di Lucca a far realizzare una serie di bellissime carte del territorio di Minucciano, ancor oggi conservate presso l'Archivio di Stato di Lucca. Seguì le sorti di Lucca fino al 1847, anno dell'entrata in vigore del trattato di Firenze, che prevedeva tra le sue clausole l'annessione di Minucciano al territorio del Ducato di Modena e Reggio. La dominazione austro-estense durò tuttavia solo undici anni: nel 1859 infatti, dopo la fine della seconda guerra d'indipendenza italiana, il borgo venne incluso nel territorio delle neo-costituite Province Unite del Centro Italia e, l'anno seguente, ufficialmente annesso al Regno di Sardegna mediante un plebiscito e, successivamente, al Regno d'Italia. 
Minucciano, saccheggiato dalle truppe spagnole condotte da Francesco III d'Este, duca di Modena (1745), è stato nella storia colpito da due violenti terremoti nel 1837 e nel 1920, dai quali si è risollevato con tenacia grazie ad una solida economia rurale e al carattere forte del suo popolo. Il terremoto del 1837 determinò anche il crollo dell'antica torre difensiva che sormontava il castello e che la popolazione volle ricostruire immediatamente. Il terremoto del 1920 avvenne il 7 settembre, alle ore 8 circa. Fu molto violento, arrecò danni ingenti e fu stimato ad un'intensità pari al 9°-10° della scala Mercalli. Per tale evento calamitoso, Minucciano ebbe 16 morti. I soccorsi furono sufficientemente veloci, ma non lo stesso si può dire della ricostruzione, che si protrasse per diversi anni. Il 21 giugno 2013 è la data dell'ultimo forte terremoto con epicentro proprio nel comune di Minucciano, quando è stata rilevata una scossa di magnitudo 4,4 della scala Richter.

## Attrazioni
Il borgo di Minucciano presenta un centro storico interamente pedonale, circondato dalla strada provinciale carrabile dotata di parcheggio a poca distanza dalla Piazza Chiavacci, ove hanno sede il Palazzo Comunale e la chiesa di San Michele Arcangelo. Nel punto più alto del borgo è presente l'antica torre, l'unica a pianta rotonda in Garfagnana (ove normalmente le torri hanno pianta quadrata), che ancor oggi batte le ore. La Torre civica è visitabile su appuntamento, con accompagnamento di una guida a cura della Cooperativa Sociale di Comunità di Minucciano.
Il centro, con strade lastricate in pietra, stesso materiale utilizzato per la gran parte delle case, offre scorci caratteristici ed affacci sui boschi e sui monti circostanti. Pur segnato dal progressivo spopolamento degli ultimi decenni, il paese di Minucciano resta un interessante esempio di borgo medioevale.

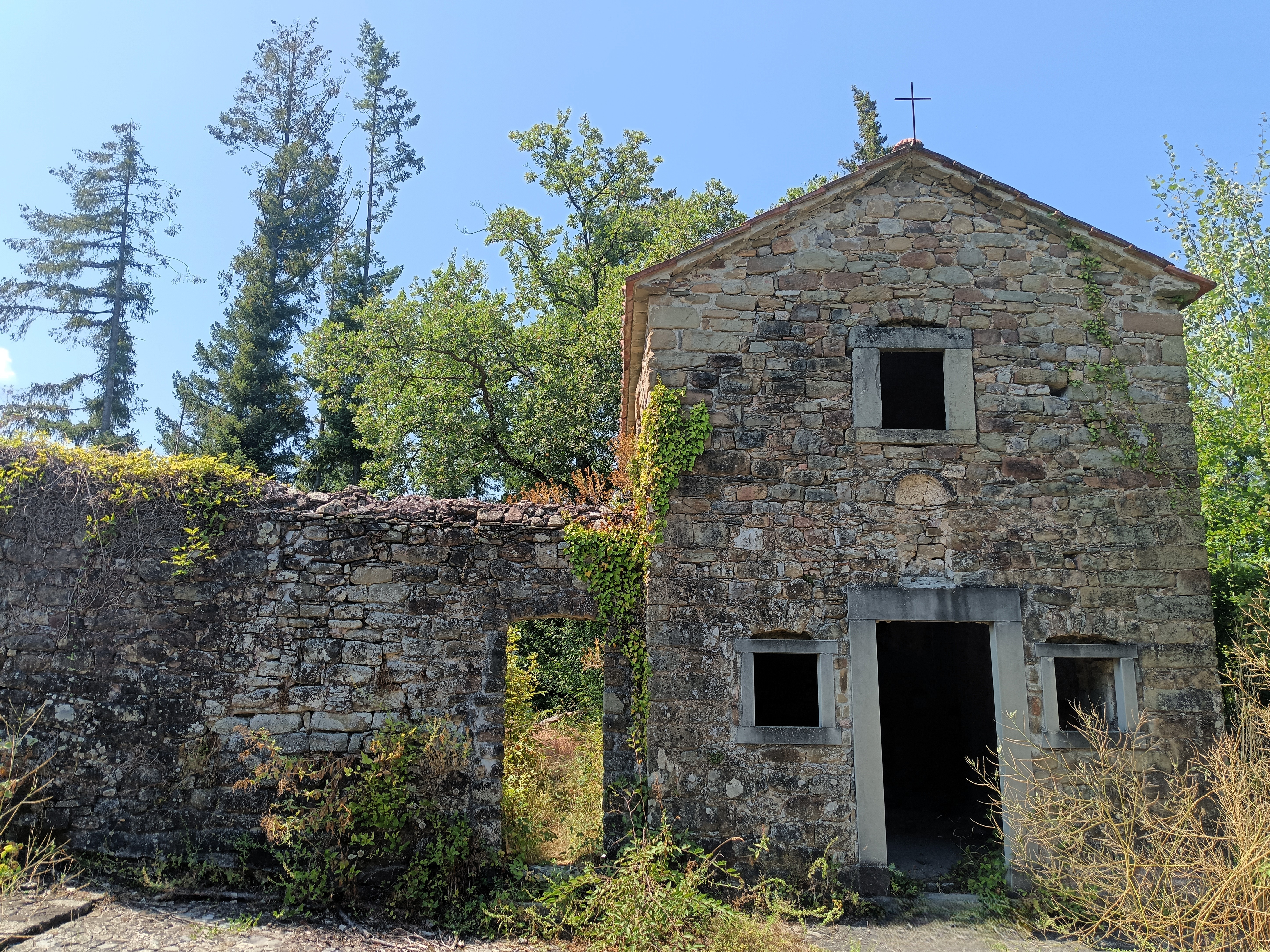
Chiesa del borgo abbandonato di Bèrgiola

Ad 1,5 Km dal centro, in direzione nord, sorge l'Eremo della Beata Vergine del Soccorso, risalente al XV Secolo. Nel prato antistante al santuario sono esposte copie delle tre statue stele preistoriche, rinvenute in loco, i cui originali sono oggi conservati al Museo delle statue stele "A.C.Ambrosi" di Pontremoli. Poco oltre, in direzione di Pieve San Lorenzo, si trovano i ruderi del Castello di Bèrgiola, raggiungibili a piedi dalla strada provinciale, che rappresentano i resti di un antico borgo fortificato abbadonato a seguito del terremoto del 1920.
Nella vicina frazione di Gramolazzo (a 3 Km dal centro), notevolmente sviluppatasi a seguito della costruzione della diga e della formazione del lago, è stata realizzata una bella passeggiata lungolago, dotata di piccole spiagge, giardini, aree gioco per bambini, aree picnic con barbecue, parcheggi, camping, bar e ristoranti.
Nella frazione di Gorfigliano, la più popolosa del Comune, sono apprezzabili l'antica Chiesa Vecchia e l'affresco raffigurante il "Cristo morente", opera del maestro Pietro Annigoni, che l'artista ha realizzato all'interno della Cappella Pancetti nel nuovo cimitero del paese.

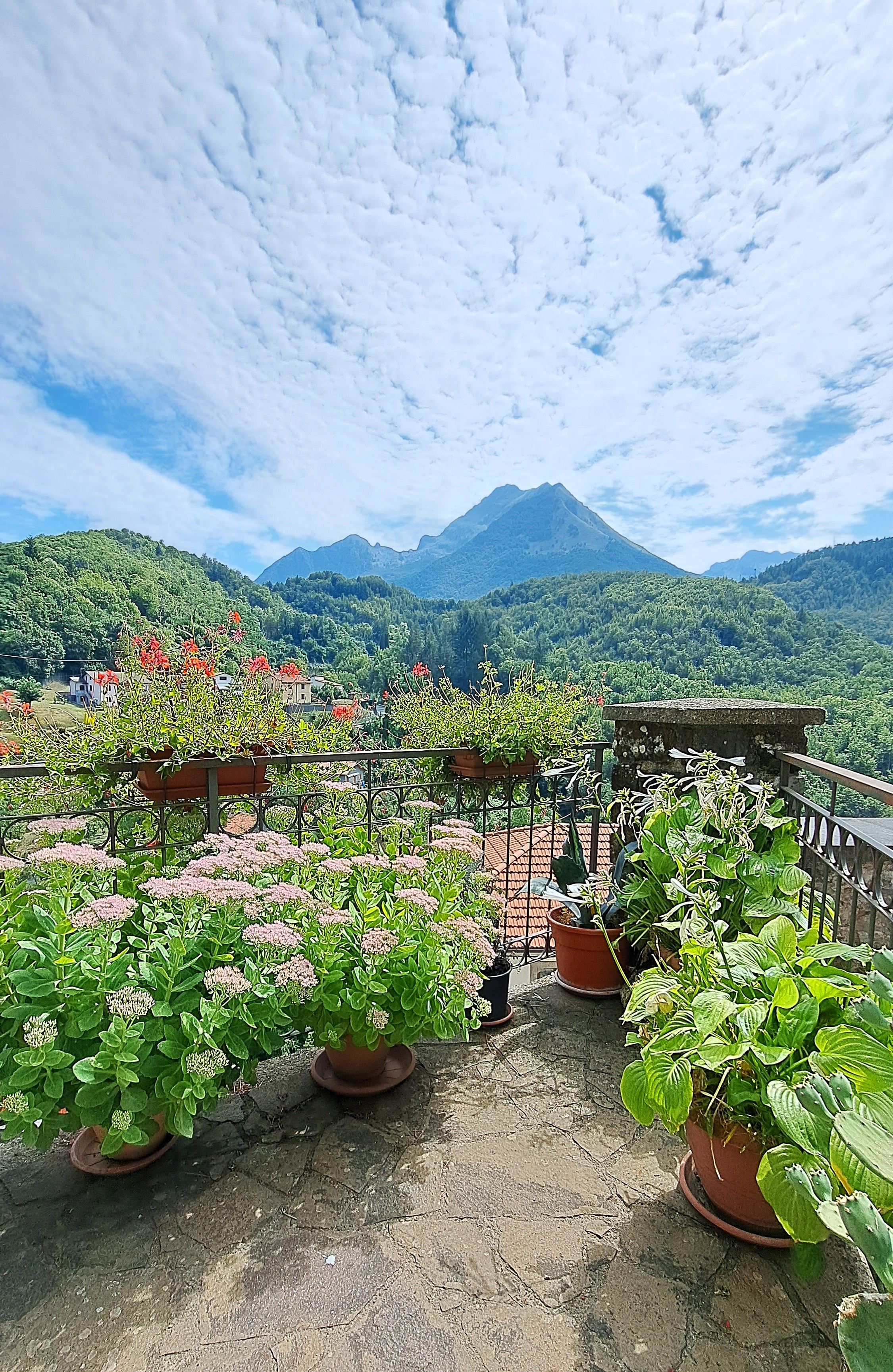
Il Monte Pisanino visto da Minucciano

Il territorio del Comune di Minucciano, che ricade in buona parte nel Parco Naturale Regionale delle Alpi Apuane, è ricco di sentieri escursionisitici per ogni livello di difficoltà, tracciati dal C.A.I. (segnali bianchi e rossi) e dal Garfagnana Trekking (segnali GT). In particolare, dalla magnifica località Val Serenaia, si dipartono gli spettacolari percorsi che consentono di ammirare splendidi panorami raggiungendo le vette più alte delle Alpi Apuane, come il Monte Pisanino, il Monte Grondilice ed il Pizzo d'Uccello. La zona è servita dai tre rifugi "Rifugio C.A.I. Guido Donegani", "Rifugio Val Serenaia" e "Rifugio Orto di Donna" dotati di camere, bagni, bar e ristoranti, tutti ubicati oltre i 1.000 metri di quota sul livello del mare. In località Orto di Donna, vi sono le cave di marmo tutt'ora attive. Alcuni dei sentieri d'alta montagna ricalcano le antichissime vie di transumanza tracciate dai Liguri Apuani prima ancora della colonizzazione romana. Il crinale fino a Foce Rasori (1316 m), lungo il sentiero CAI 173, è interessato da scavi di trincee e brevi gallerie costruite dai militari tedeschi per fortificare la Linea Gotica durante la Seconda Guerra Mondiale. A breve distanza, sul versante versiliese delle Apuane (sentiero CAI 175), si trova il borgo di Vinca, dove il 24 agosto 1944 ebbe luogo uno degli eccidi perpetrati dai nazisti nella zona (il più tristemente noto fu quello di Sant'Anna di Stazzema, dove oggi sorge, oltre al mausoleo in ricordo delle vittime, il Parco Nazionale della Pace).  
A nord-est di Minucciano, ci si inoltra invece nel perimetro del Parco Nazionale dell'Appennino Tosco-Emiliano, del quale fanno parte anche il Parco dell'Orecchiella ed altre riserve naturali statali della zona, ponendo il comune al centro di una vastissima area naturale protetta.
A sud, a breve distanza dalla frazione di Gorfigliano, si trova, nel Comune di Vagli di Sotto, la splendida località di Campocatino, con i suoi caratteristici "caselli" in pietra dei pastori situati ai piedi di un maestoso anfiteatro murenico di origine glaciale. Da Campocatino, dichiarata dal 1991 "Oasi naturale della L.I.P.U.", è possibile ammirare dall'alto il Lago di Vagli. In questa località, è stato girato il film "Il mio West" di Giovanni Veronesi con Leonardo Pieraccioni, in quanto il paesaggio della zona ricorda le grandi montagne rocciose tra Stati Uniti d'America e Canada. 
Una sorta di museo diffuso è oggi costituito da sculture disseminate lungo le strade del territorio comunale di Minucciano, realizzate da vari artisti con il marmo bianco delle locali cave. Alcune di esse impreziosiscono la spiaggia ed il lungolago di Gramolazzo. Fra le molte sculture interessanti, si segnala il "Trono di Federico II di Svevia", monumentale opera in marmo alta 3 metri, realizzata nel 1995 dallo scultore Villi Bossi nell'800º anniversario della nascita dello "stupor mundi".
Da Minucciano passa un ramo della così detta Via del Volto Santo, la parte della Via Francigena che conduce da Pontremoli a Lucca, percorsa dai pellegrini nel medioevo e così chiamata a motivo del Volto Santo conservato e venerato nella cattedrale lucchese di San Martino.
Nel territorio comunale si trova anche il Monte Argegna dalla cui cima a 1.015 m s.l.m., raggiungibile in auto nei pressi del Passo Carpinelli, si gode un magnifico panorama sulle Alpi Apuane e sull'Appennino Tosco-Emiliano. La sommità dell'Argegna, tonteggiante, presenta un bel prato circondato da boschi, al centro del quale svettano il Santuario della Madonna della Guardia ed il Monumento agli Alpini con la campana votiva, omaggio alle Divisioni Alpine, e l'altare che custodisce la terra del Don riportata in ricordo dei caduti della Campagna italiana di Russia. Nei pascoli circostanti è frequente incontrare mucche e vitellini.

## Monumenti e luoghi d'interesse

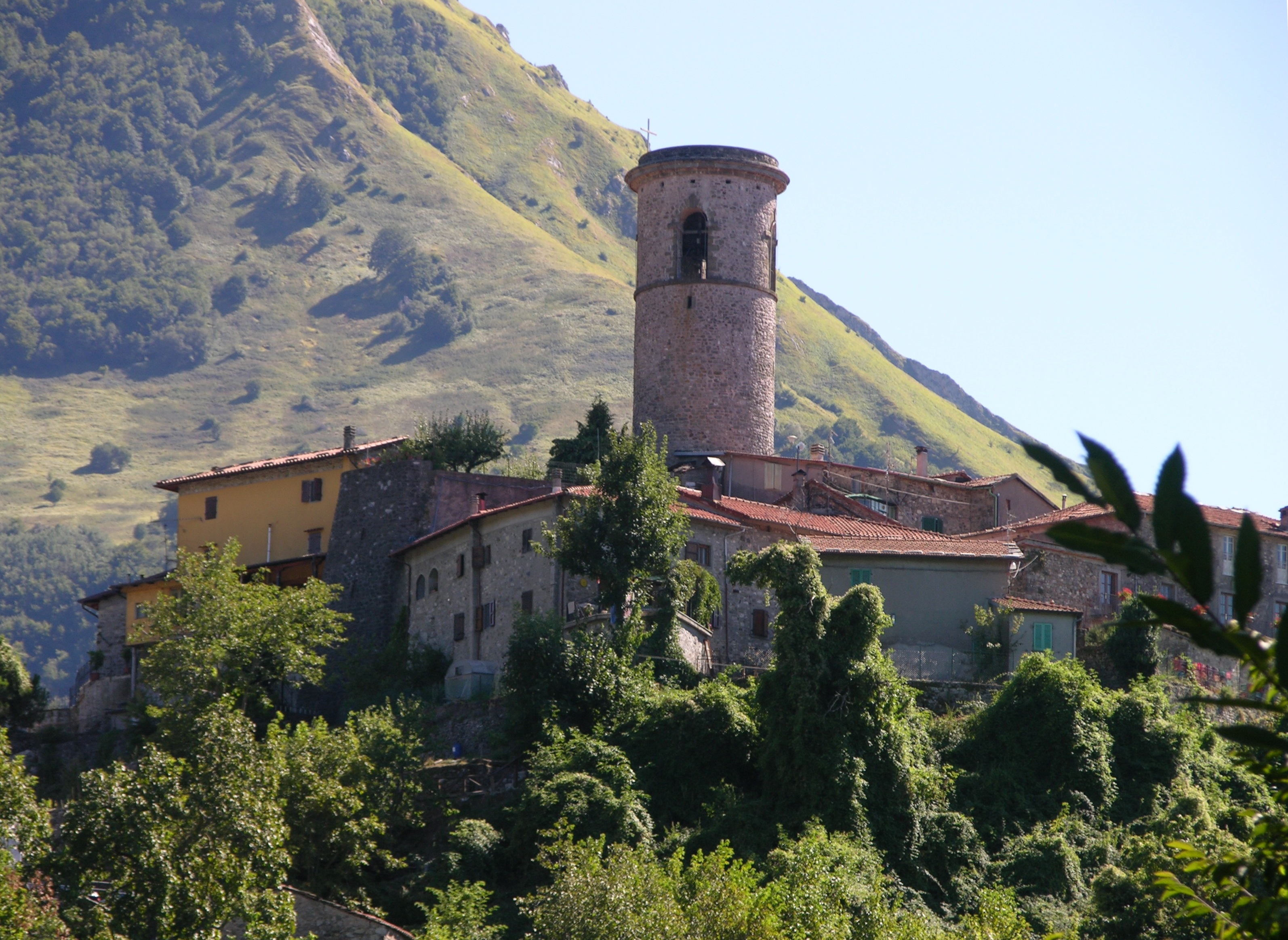
Minucciano con la torre civica

### Architetture religiose
- Pieve di San Lorenzo
- Chiesa di San Jacopo
- Eremo della Beata Vergine del Soccorso
- Chiesa dei Santi Simone e Giuda
- Chiesa vecchia di Gorfigliano
- Santuario di Nostra Signora della Guardia sul Monte Argegna

### Architetture civili
- Ospitale di Tea (Hospitale di San Nicolao al Passo di Tea, Monte Argegna)
- Villaggio fortificaato abbandonato di Bergiola

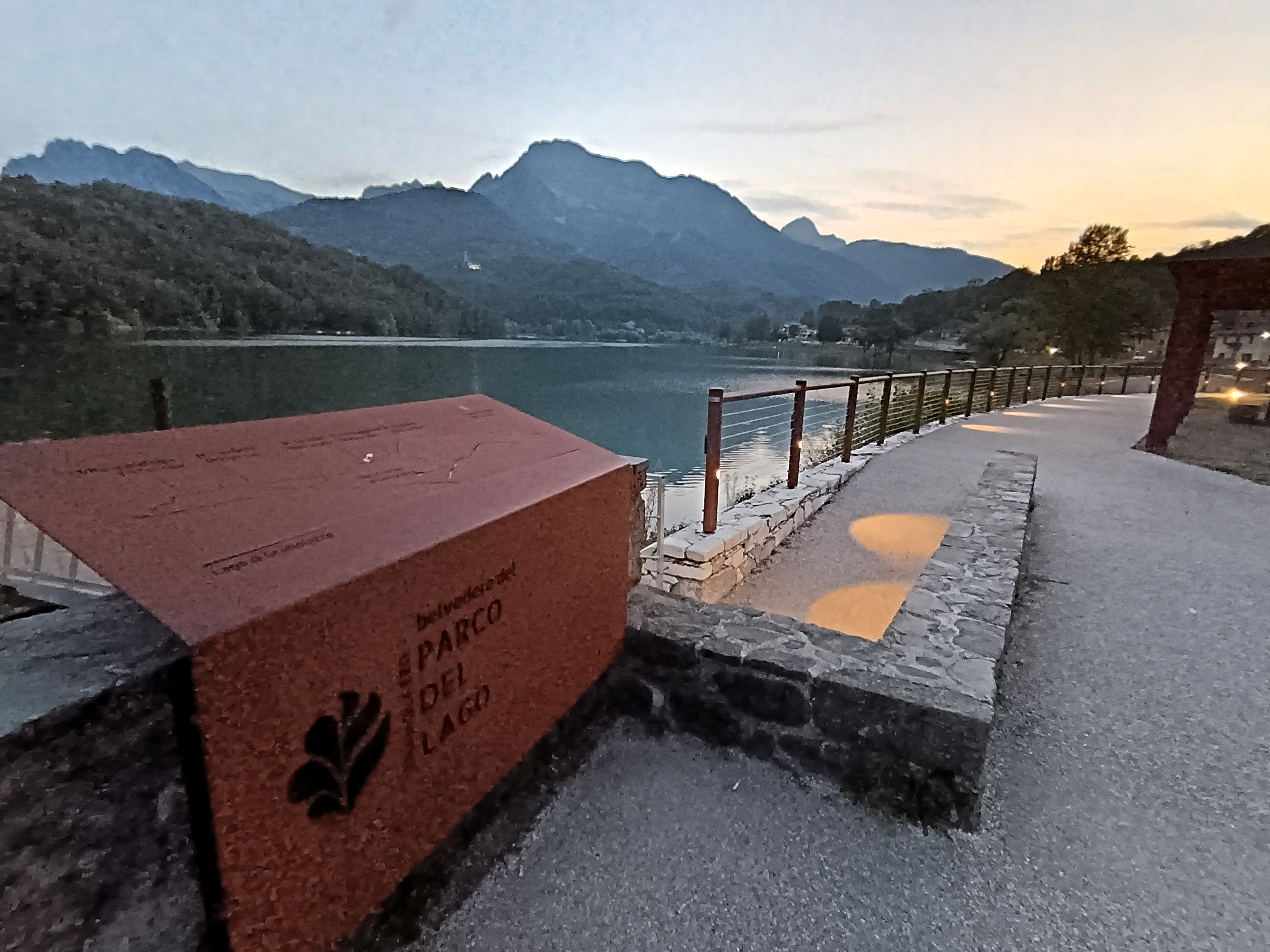
Il Lungolago di Gramolazzo la sera

### Aree naturali
- Val Serenaia
- Monte Pisanino
- Lago di Gramolazzo
- Orto di Donna
- Pizzo d'Uccello

## Società

### Evoluzione demografica
Abitanti censiti

## Cultura

### Musei
- Museo dell'Identità dell'Alta Garfagnana "Olimpio Cammelli".
- Parco del Marmo di Gorfigliano

### Cucina e prodotti tipici locali
- Castagnaccio
- Ciacci o necci
- Polenta di castagne con gli ossi
- Padelletti (frittelle fatte con acqua, latte e farina di castagne)
- Tubdoni (polenta di castagne e latte)
- Focaccia (torta pasquale)
- Befanotti (biscotti da appendere all'albero di Natale e da mangiare il giorno dell'epifania)
- Biroldo
- Lardo garfagnino
- Pecorino della Garfagnana
- Farro della Garfagnana
- Miele di castagno
- Torta di patate
- Fugaccia

### Eventi
- Fiera commerciale di Pieve San Lorenzo: prima domenica di maggio.
- Festa religiosa del Santuario della Madonna del Soccorso di Minucciano: seconda domenica di maggio e di settembre.
- Fiera "Sotto il Pisanino" a Gorfigliano: terza domenica di maggio.
- Campionato Nazionale e Toscana di moto d'acqua: sul lago di Gramolazzo (giugno o luglio)
- Motoraduno nazionale dei laghi della Garfagnana: a Gramolazzo (luglio).
- Festa della Madonnina del Cavatore: a Minucciano ultima domenica di luglio.
- Festa della Madonnina del Cavatore: a Gorfigliano prima domenica di agosto (con fuochi d'artificio).
- Sagra del Cinghiale a Metra: secondo sabato di luglio.
- Campionato regionale di canoa kayak: sul lago di Gramolazzo in agosto.
- Sagra di Minucciano: 13, 14 e 15 agosto nel centro storico.
- Sagra della nutella e corsa dei micci: a Pugliano il 15 e 16 agosto.
- Festa al Santuario di monte Argegna: ultima domenica di agosto.
- Festa del Patrono di Minucciano San Michele Arcangelo: 29 settembre.
- Accensione dei Natalecci (falò): la vigilia di Natale ore 18:00 (a Gorfigliano e nelle località intorno al lago di Gramolazzo).
- Presepe vivente a Castagnola: nel periodo natalizio.

## Economia

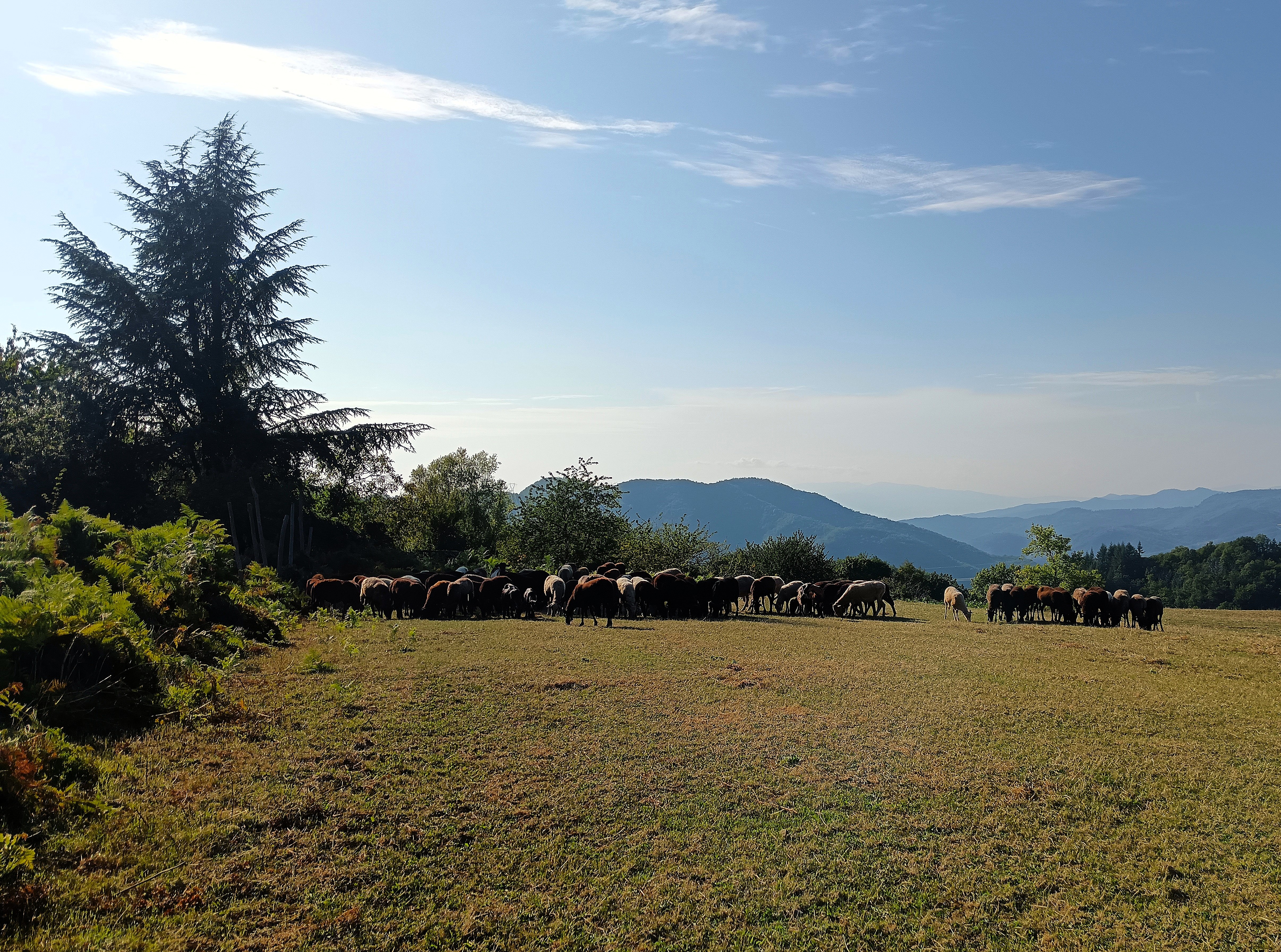
Pecore e capre al pascolo nei pressi di Minucciano

Minucciano è caratterizzato da una forte economia rurale: pastorizia, raccolta delle castagne (queste risultano particolari, in quanto risentendo dell'influsso dell'aria di mare hanno un sapore più dolce), produzione della farina di castagne, di ricotta e formaggi di pecora, raccolta di funghi (in particolare la zona è ricca di funghi porcini di ottima qualità) e piccole coltivazioni di farro, lavanda, ortaggi. 
Inoltre nel comune ricopre una grandissima importanza l'estrazione del pregiato marmo che dà lavoro alla maggior parte degli abitanti. I marmi delle Alpi Apuane sono tra i materiali lapidei più conosciuti al mondo. Sono state classificate 14 varietà merceologiche, raggruppate secondo le loro caratteristiche in 5 gruppi: marmi bianchi, marmi brecciati, marmi grigi e venati, marmi cipollini e marmi storici.
Le cave di marmo sono di proprietà del Comune, che le concede in affitto sulla base del "regolamento comunale per la concessione di cave di marmo e di pietra di proprietà comunale". È possibile accedervi seguendo le indicazioni per la località Orto di Donna dove è presente un rifugio del CAI. La zona delle cave offre uno dei più bei paesaggi delle Alpi Apuane: da qui partono i sentieri per le migliori escursioni della zona per gli amanti della montagna.
A breve distanza del borgo di Minucciano si trova uno stabilimento per la frantumazione dei frammenti di marmo ad uso edilizio, mentre segherie per il taglio in blocchi e lastre sono ubicate nelle frazioni di Gorfigliano e Gramolazzo, ove si trovano anche laboratori per la lavorazione del prodotto finito come sculture, ornamenti ed arte funeraria. Una parte rilevante del marmo estratto è destinata al mercato estero.
Da diversi anni, a causa dell'elevato impatto paesaggistico ed ambientale in un territorio ricco di biodiversità e geodiversità come quello delle Alpi Apuane, la filiera del marmo è oggetto di un'aspra battaglia ambientalista per la chiusura delle cave.

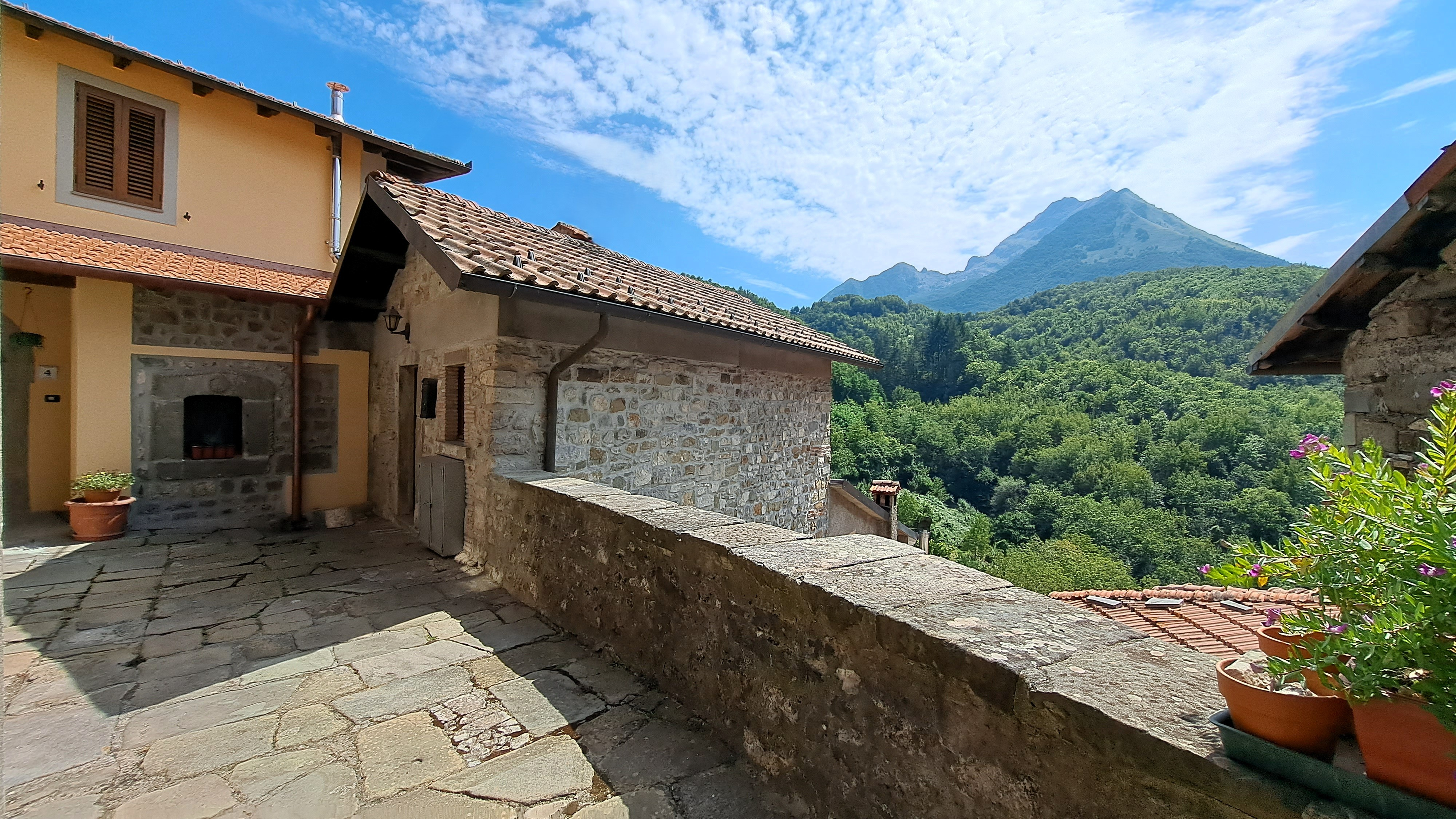
Minucciano e Monte Pisanino

Negli ultimi anni si è avuto un sostanziale aumento dell'industria del turismo, portato soprattutto dagli amanti delle passeggiate montane e dagli appassionati nella raccolta dei funghi, oltre che dalla presenza del Lago di Gramolazzo e della vicinanza con altri luoghi d'interesse come l'oasi naturale di Campocatino. 

## Infrastrutture e trasporti
Minucciano è lambita dal percorso della Strada Regionale 445 della Garfagnana e servita dalle Strade Provinciali 51 e 59, sulle quali sono svolte autocorse in servizio pubblico a cura di Autolinee Toscane. Le vie del borgo aperte al traffico veicolare sono Via Roma, via Provinciale e Piazza Vittorio Veneto, dove si trova il parcheggio principale. Le altre strade del centro storico sono essenzialmente pedonali: Piazza Chiavacci, sede del Municipio e della chiesa di San Michele Arcangelo; via San Michele, che attraversa l'intero borgo; via San Guglielmo; via alla Torre; via Poca; via Fontanella.

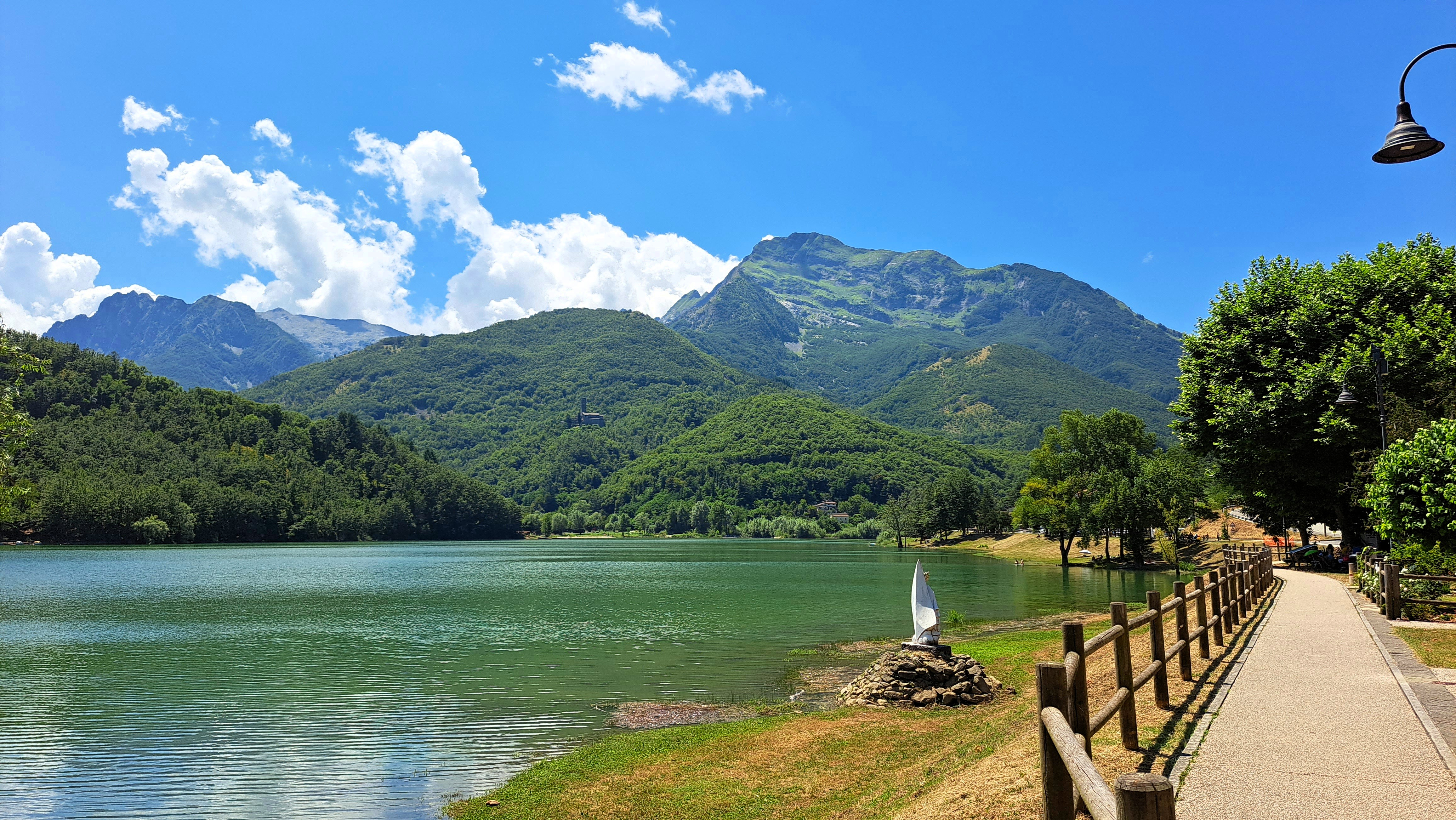
Lago di Gramolazzo

È inoltre presente una stazione ferroviaria nella frazione di Pieve San Lorenzo, servita dai treni che percorrono la ferrovia Lucca-Aulla. 
Il capoluogo provinciale, Lucca, dista 71 Km, mentre il capuologo regionale, Firenze, dista 145 Km. L'autostrada più vicina è la A15 "della Cisa", il cui casello di Aulla dista 31 Km. 
L'aeroporto più vicino è il "Galileo Galilei" di Pisa, situato a 107 Km di distanza. 

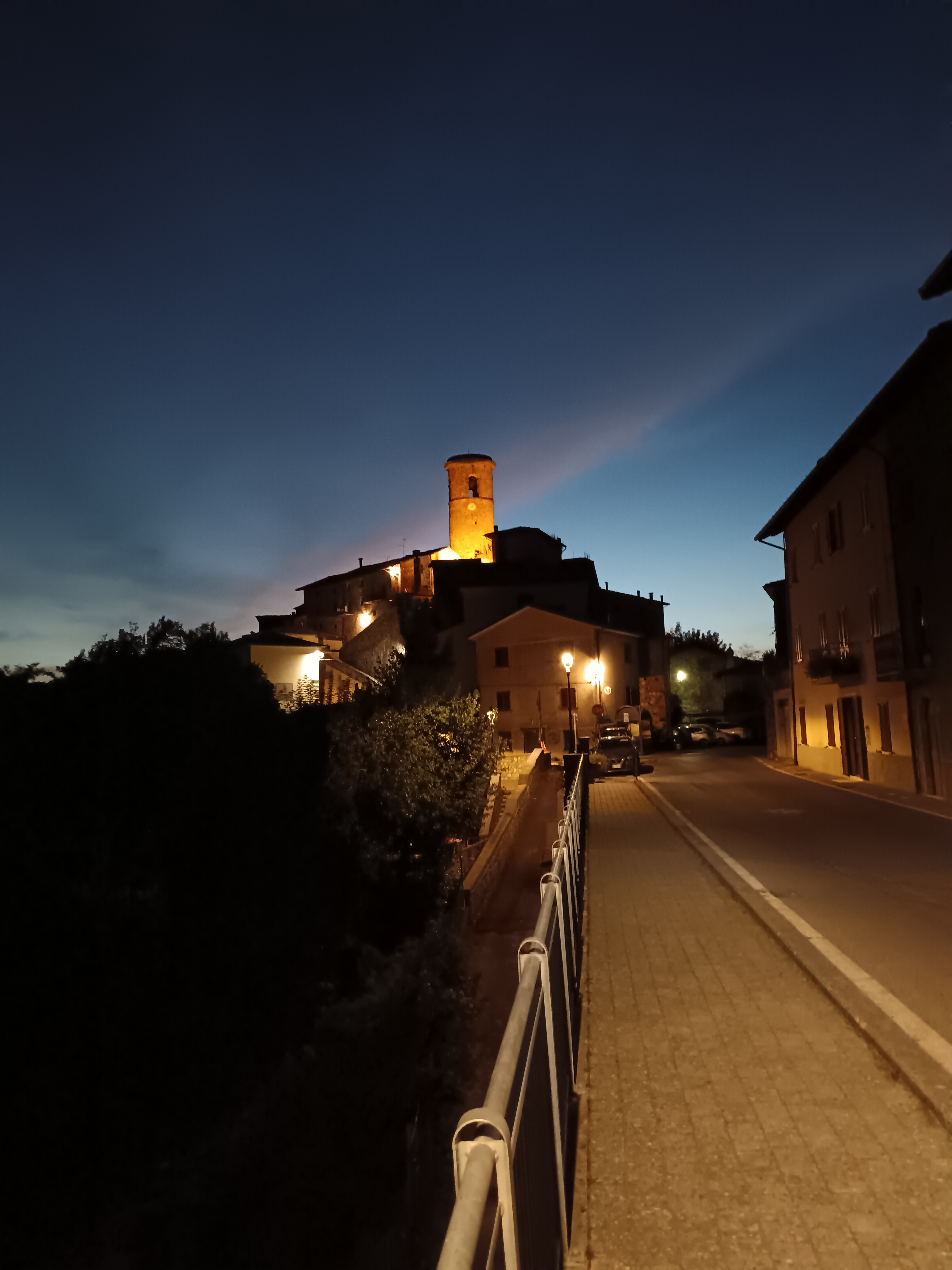
Minucciano, vista notturna

## Amministrazione
| Periodo | Periodo   | Primo cittadino | Partito                                                       | Carica  | Note |
| ------- | --------- | --------------- | ------------------------------------------------------------- | ------- | ---- |
| 2009    | 2014      | Domenico Davini | Lista civica Uniti per Minucciano                             | Sindaco |      |
| 2014    | 2019      | Nicola Poli     | Lista civica Uniti per Minucciano                             | Sindaco |      |
| 2019    | 2024      | Nicola Poli     | Lista civica Uniti per Minucciano                             | Sindaco |      |
| 2024    | in carica | Nicola Poli     | Lista civica Uniti per Minucciano - Insieme per la Garfagnana | Sindaco |      |

## Galleria d'immagini

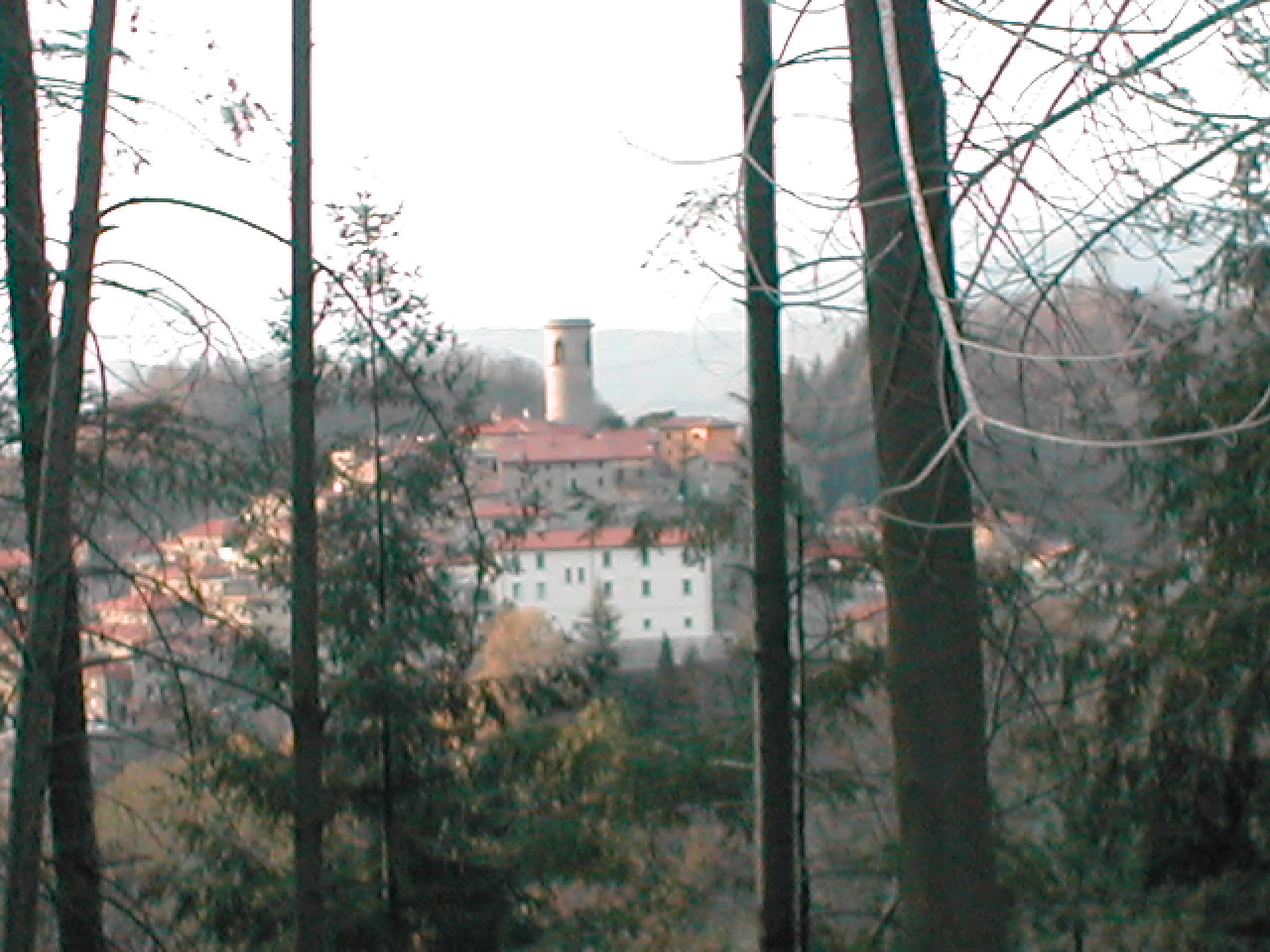
Minucciano vista dal cimitero
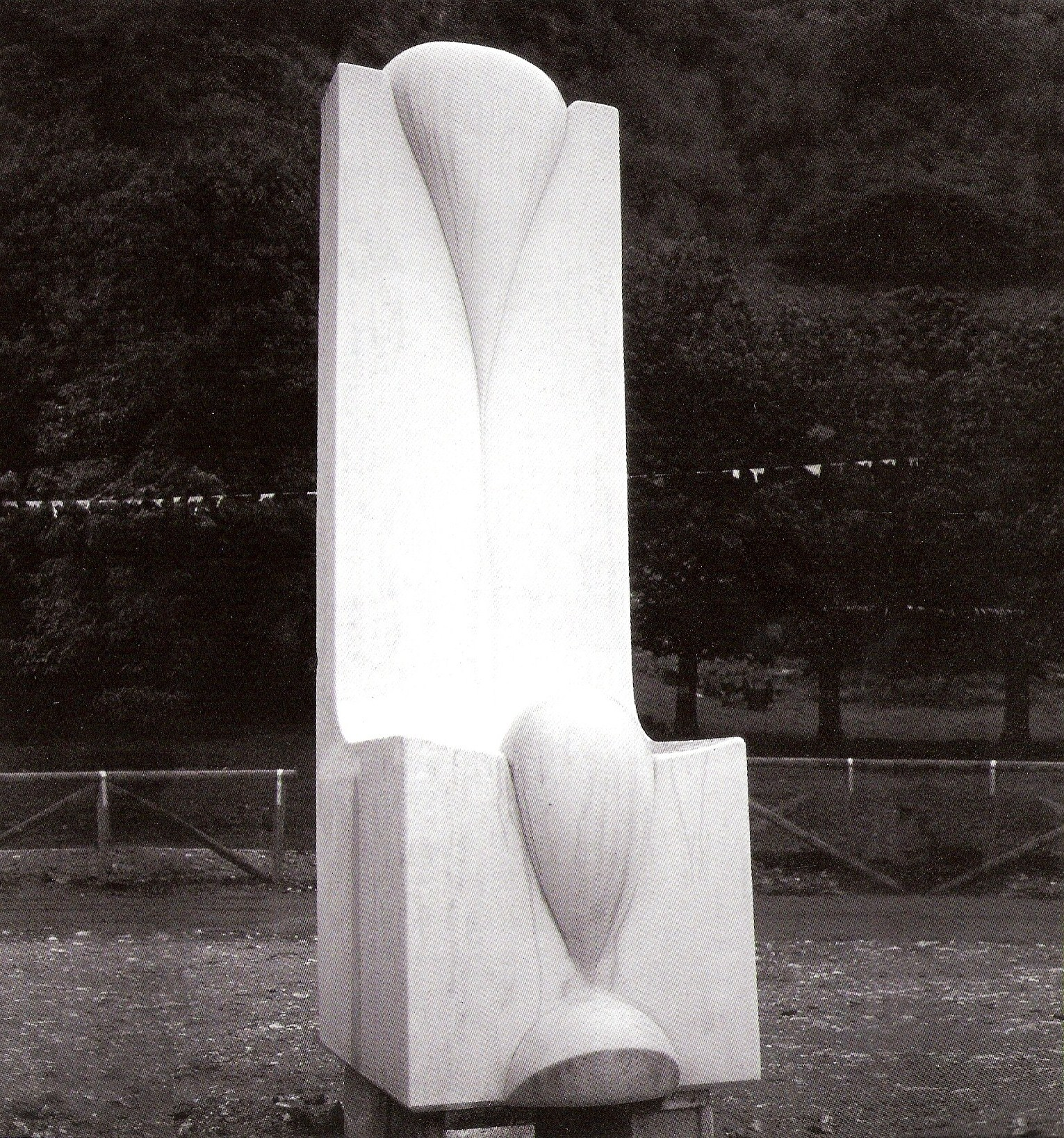
Monumento a Federico II di Svevia (opera di Villi Bossi)
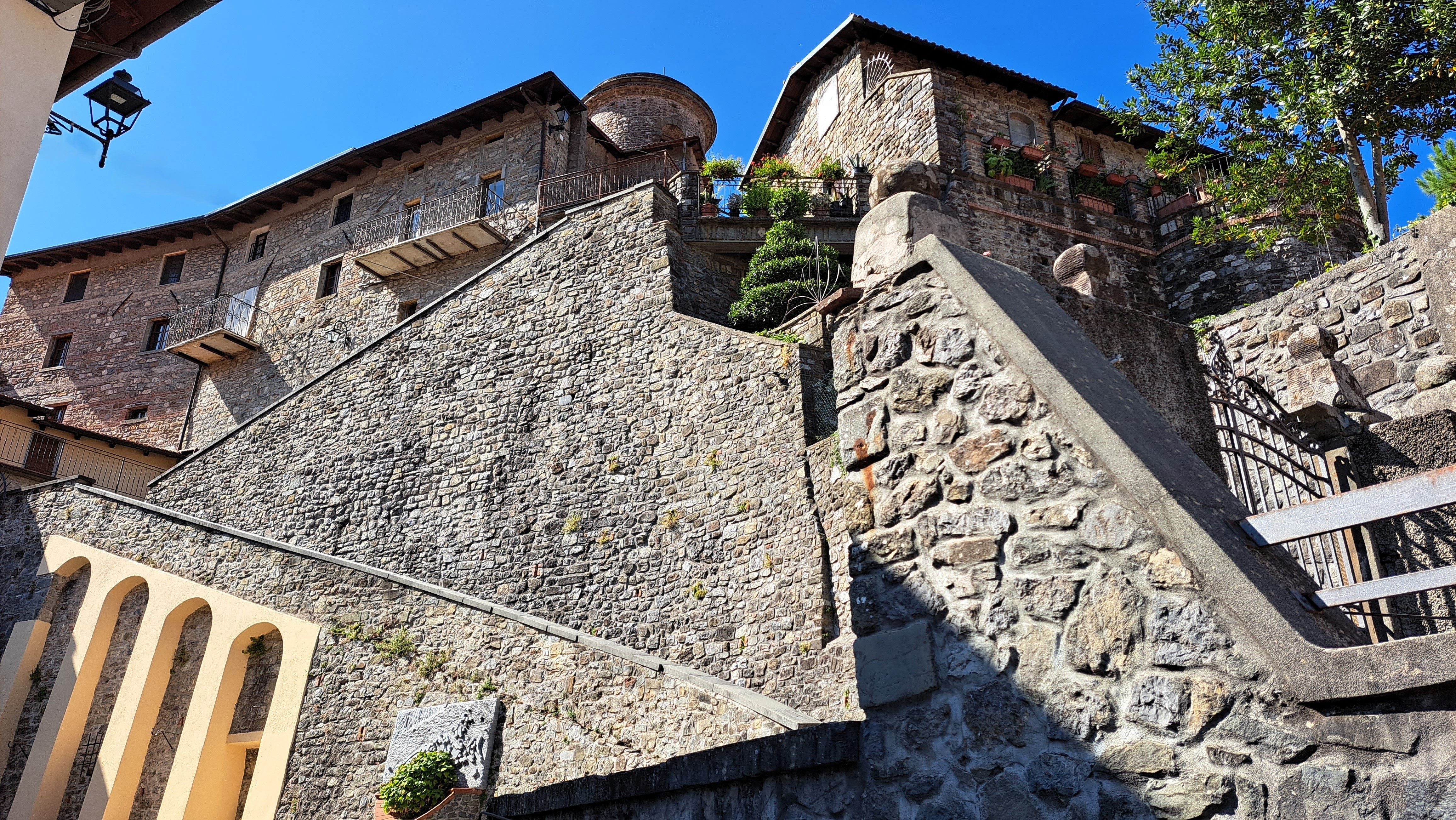
Minucciano, gli scaloni di Piazza Chiavacci
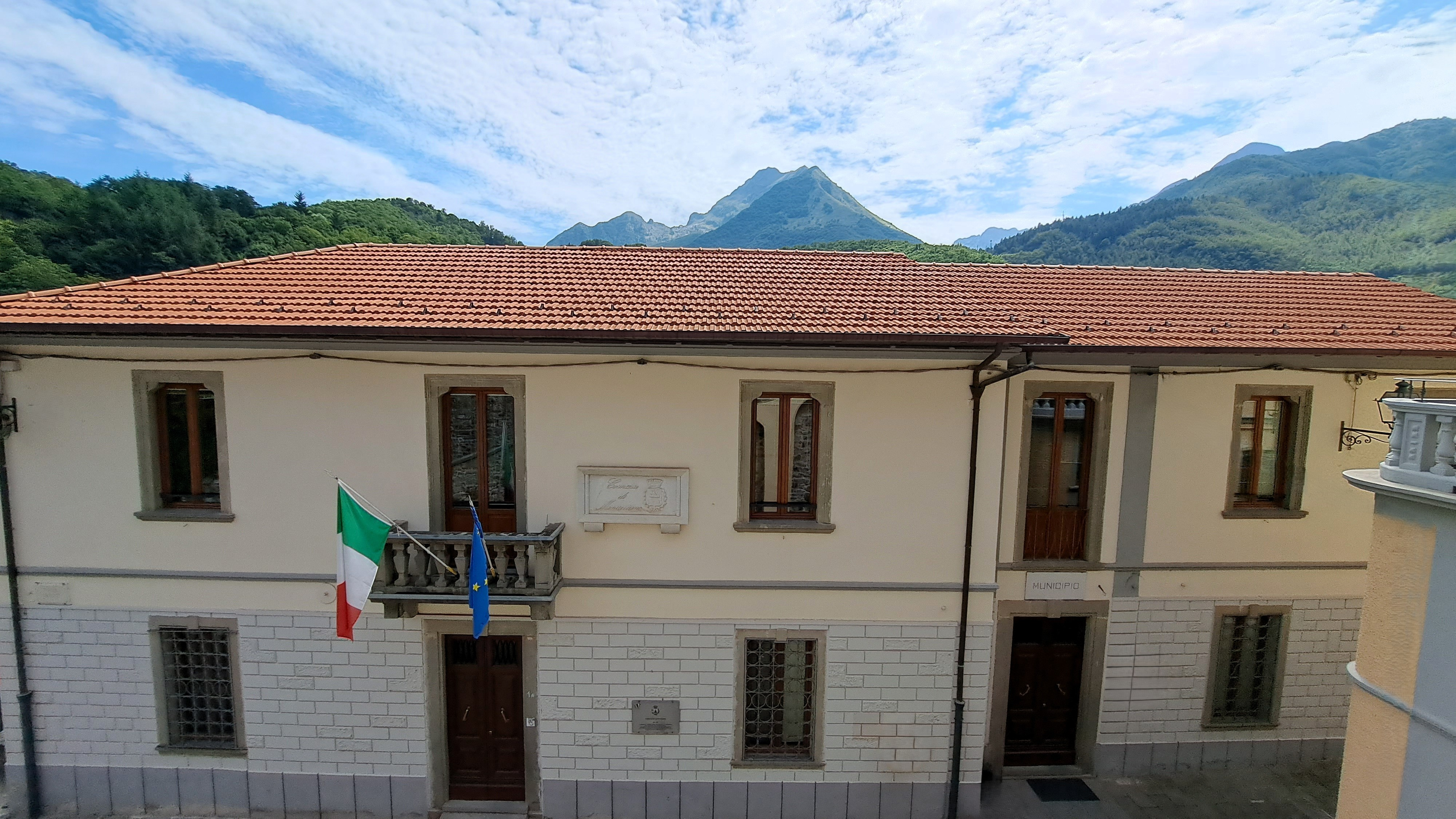
Minucciano, il Municipio
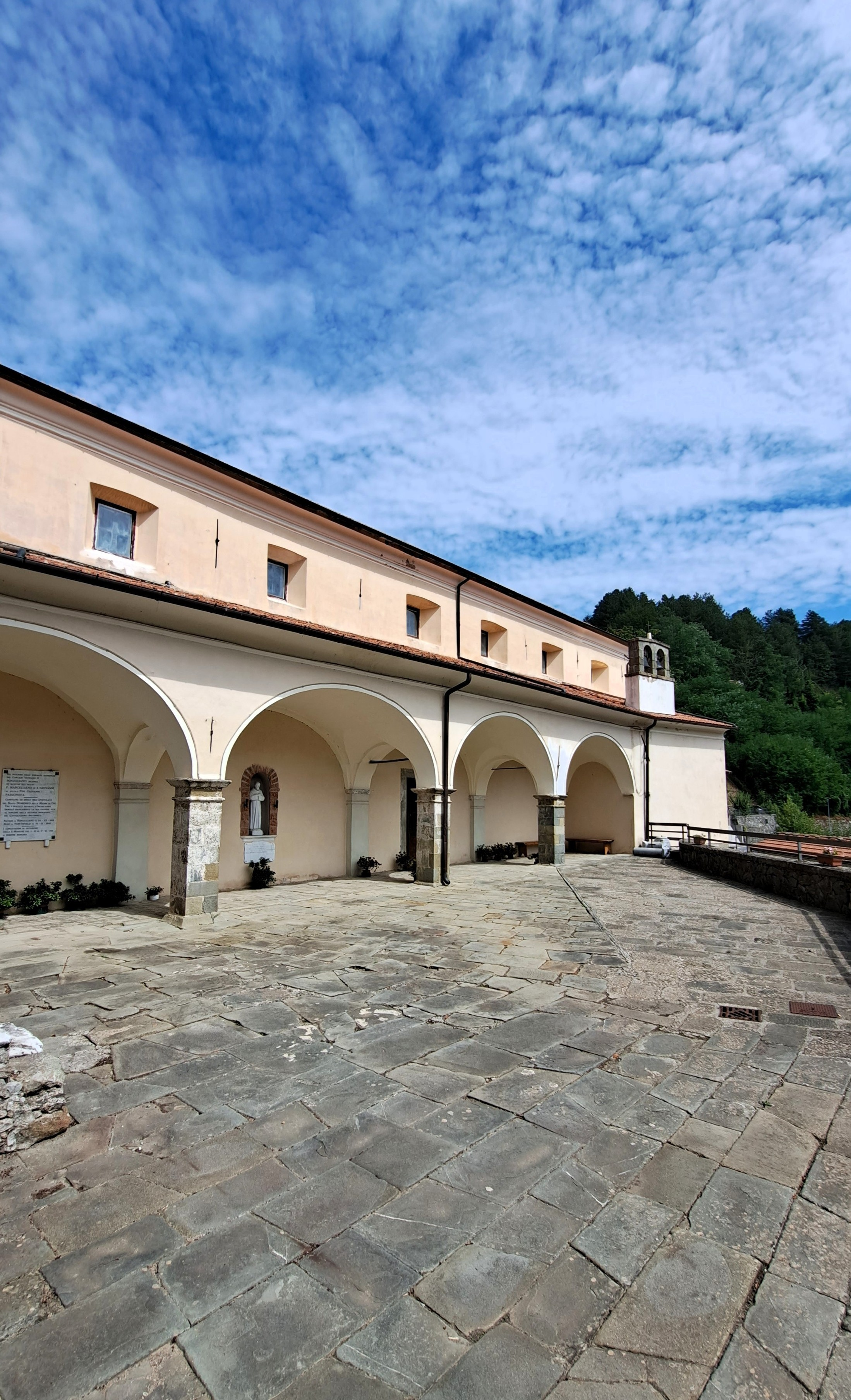
Minucciano, chiesa di San Michele Arcangelo
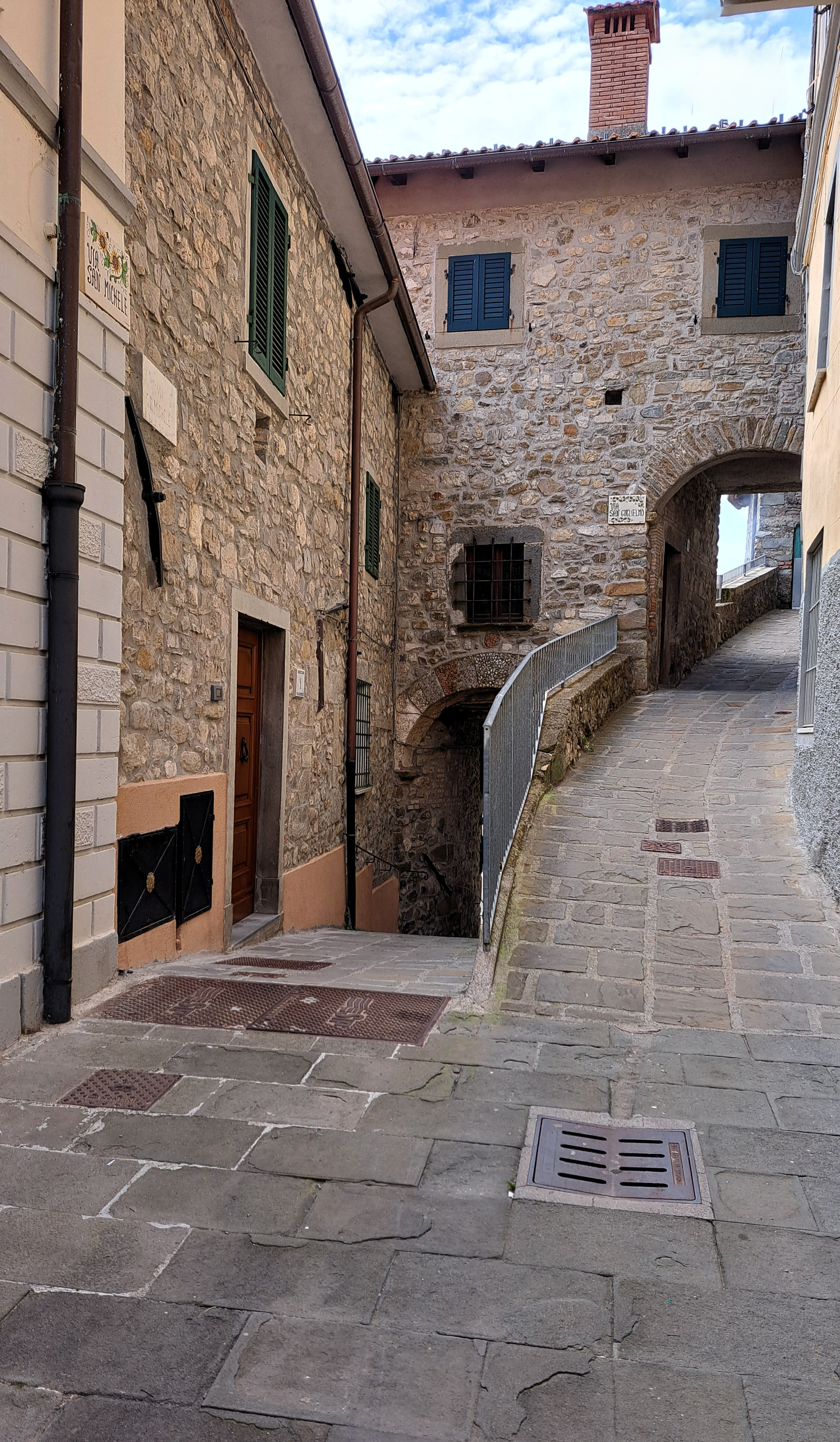
Minucciano, gli archi di via San Michele e di via San Guglielmo
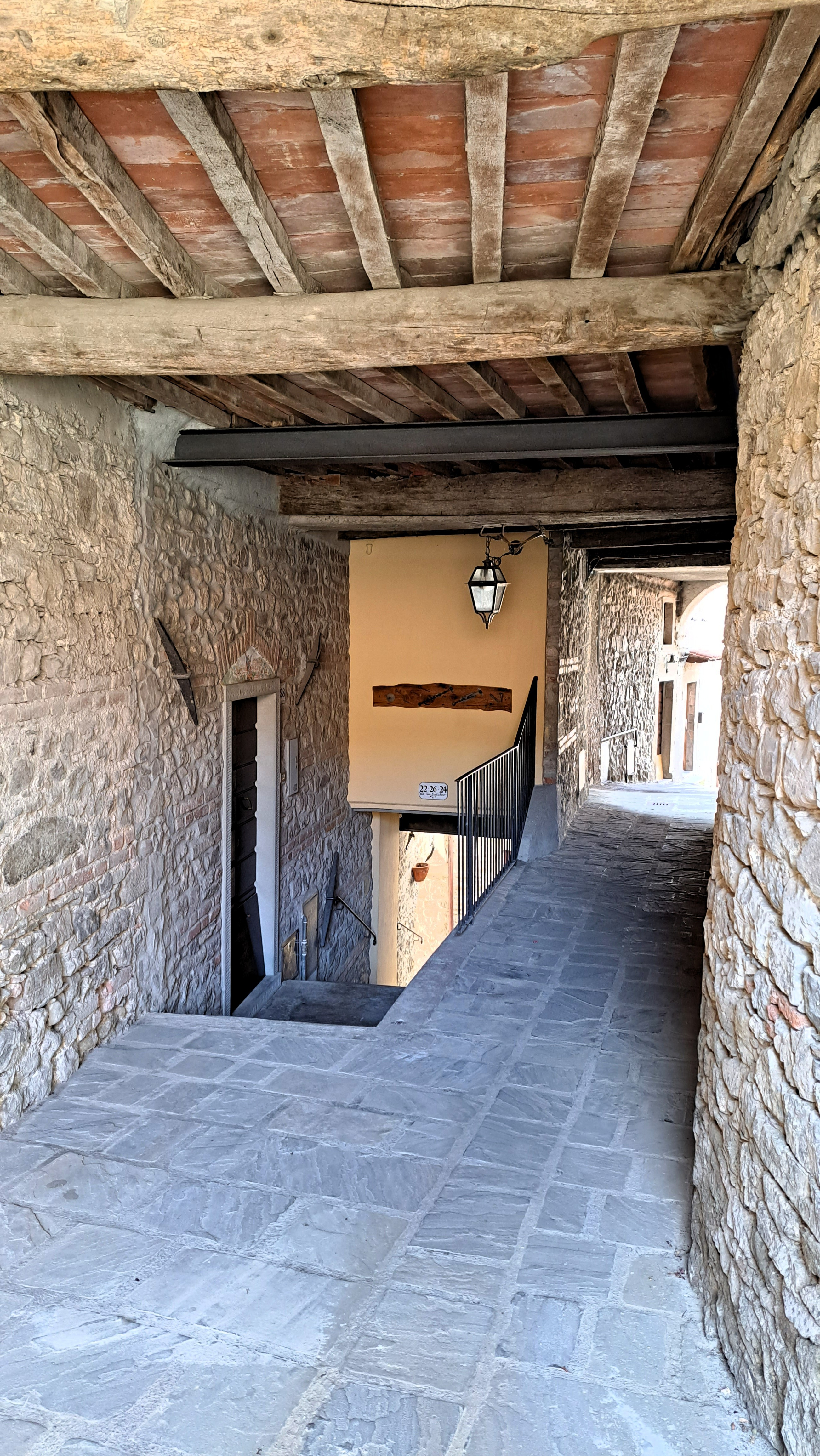
Minucciano, passaggi coperti verso la torre
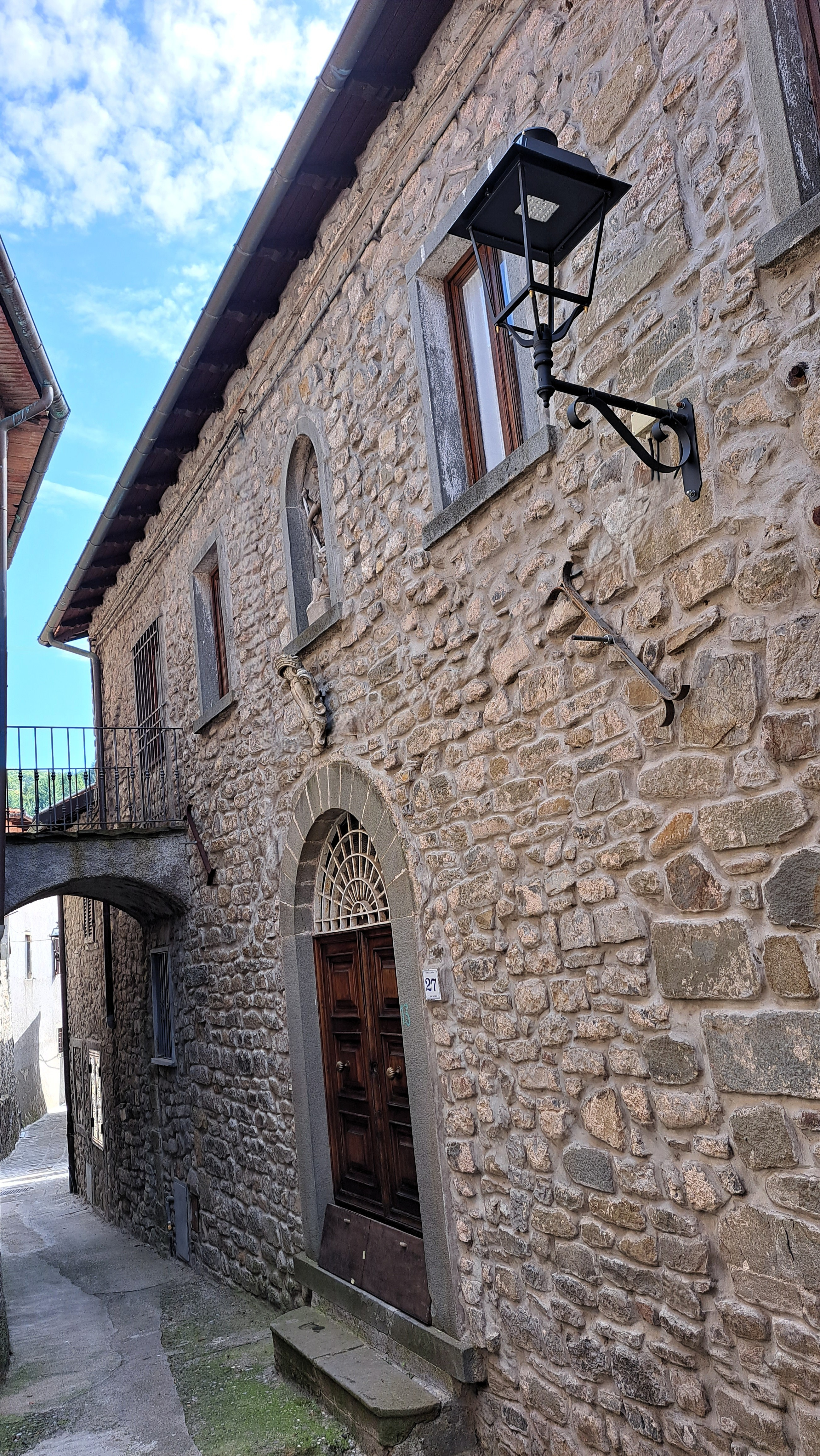
Minucciano, Palazzo Pinelli
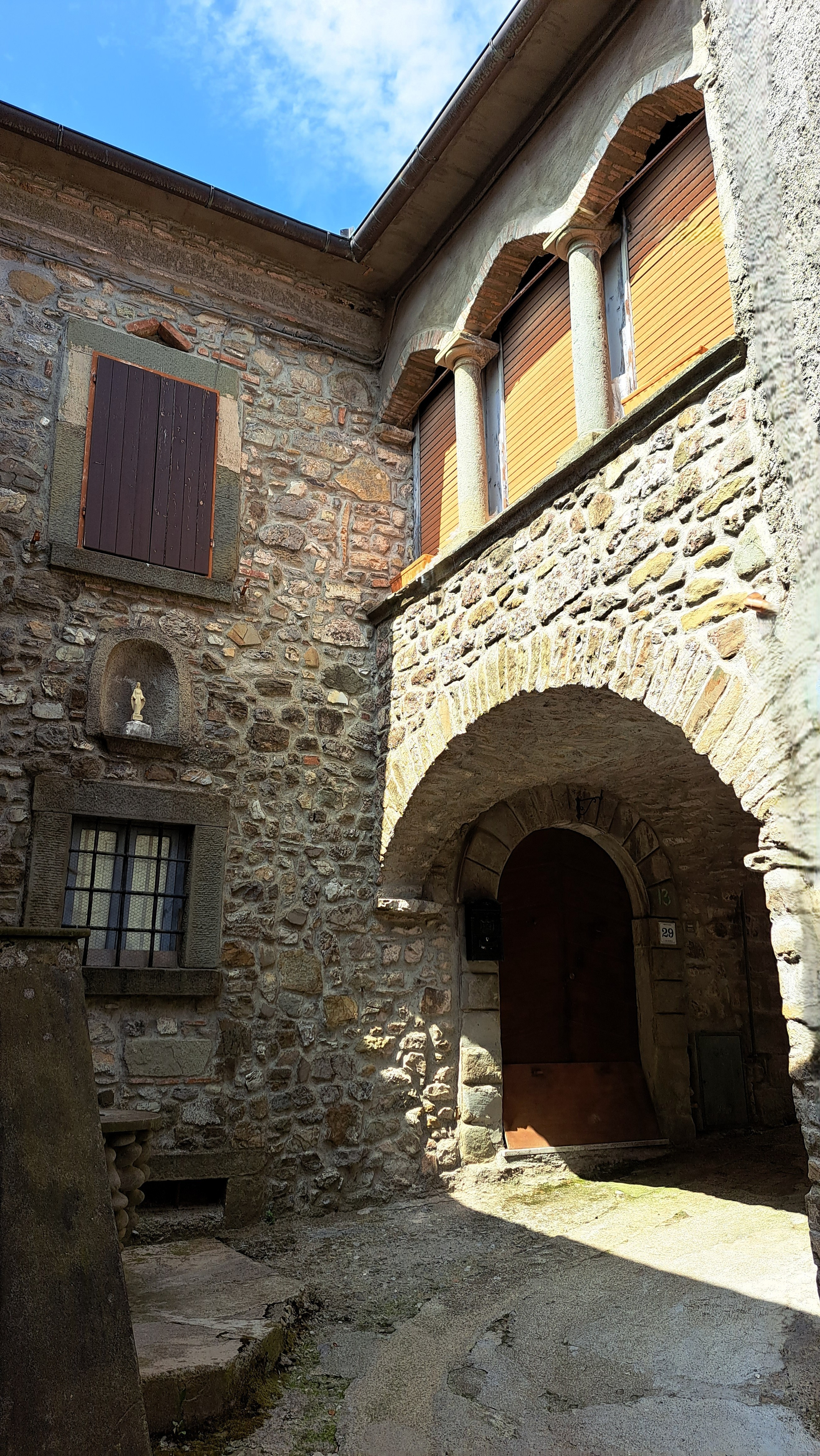
Minucciano, logge e fontanina in via San Michele

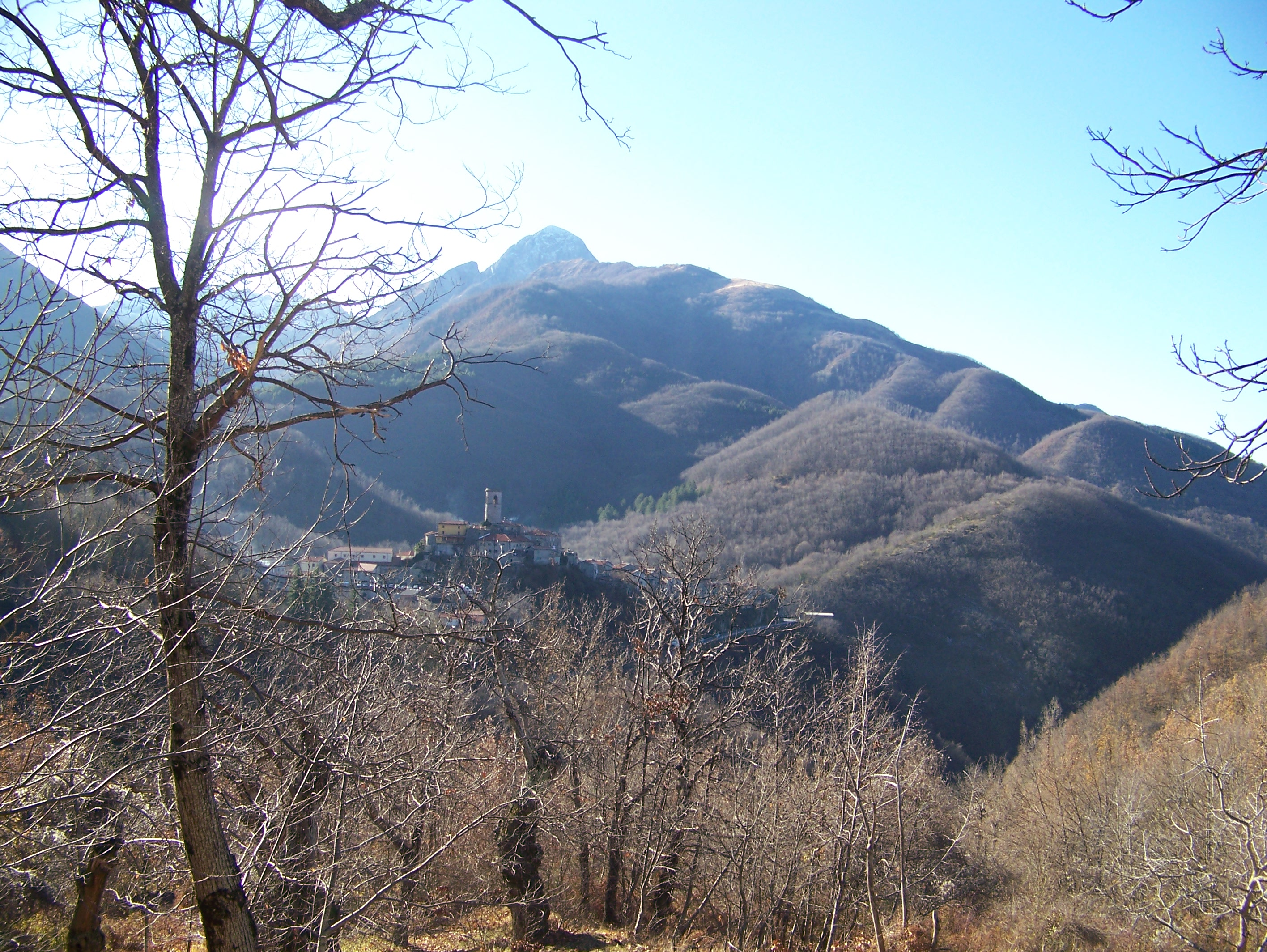
Minucciano vista dalla località Riolo
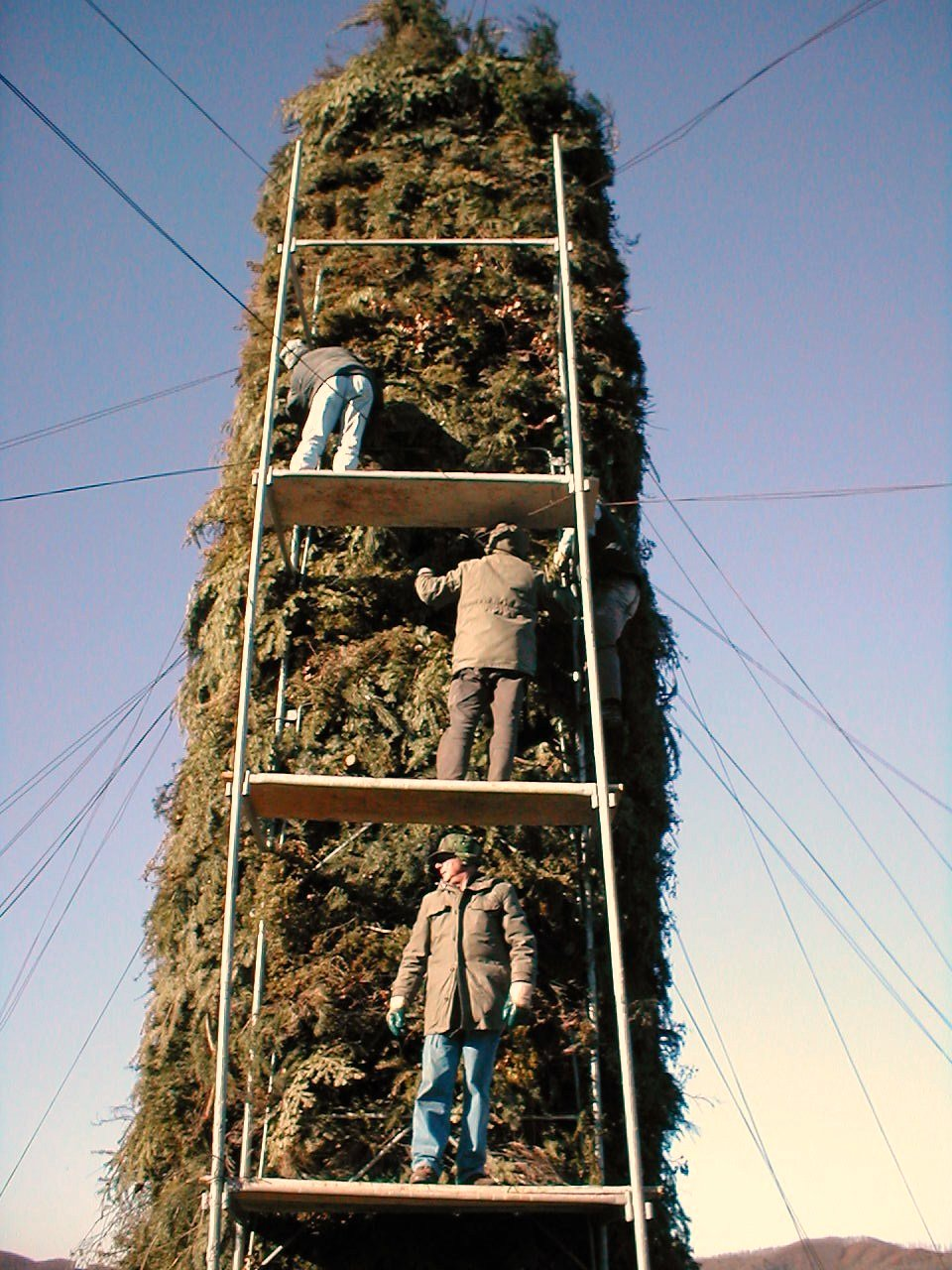
Costruzione del falò dei Natalecci a Verrucolette
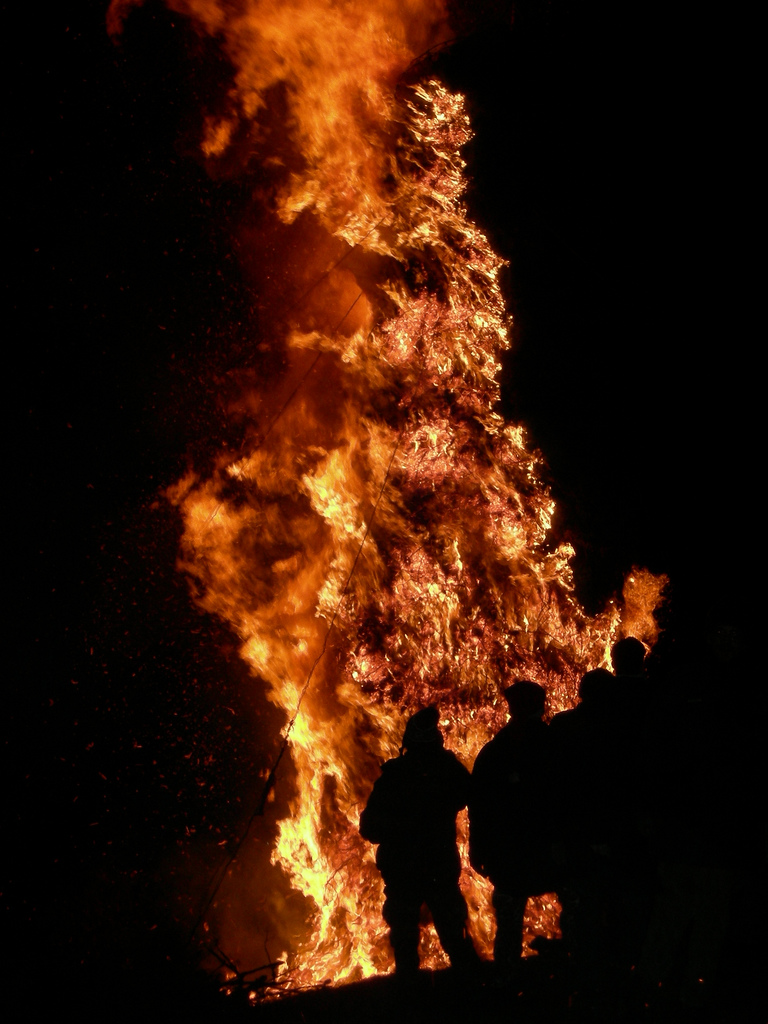
Il falò dei Natalecci a Verrucolette, Santo Natale 2007
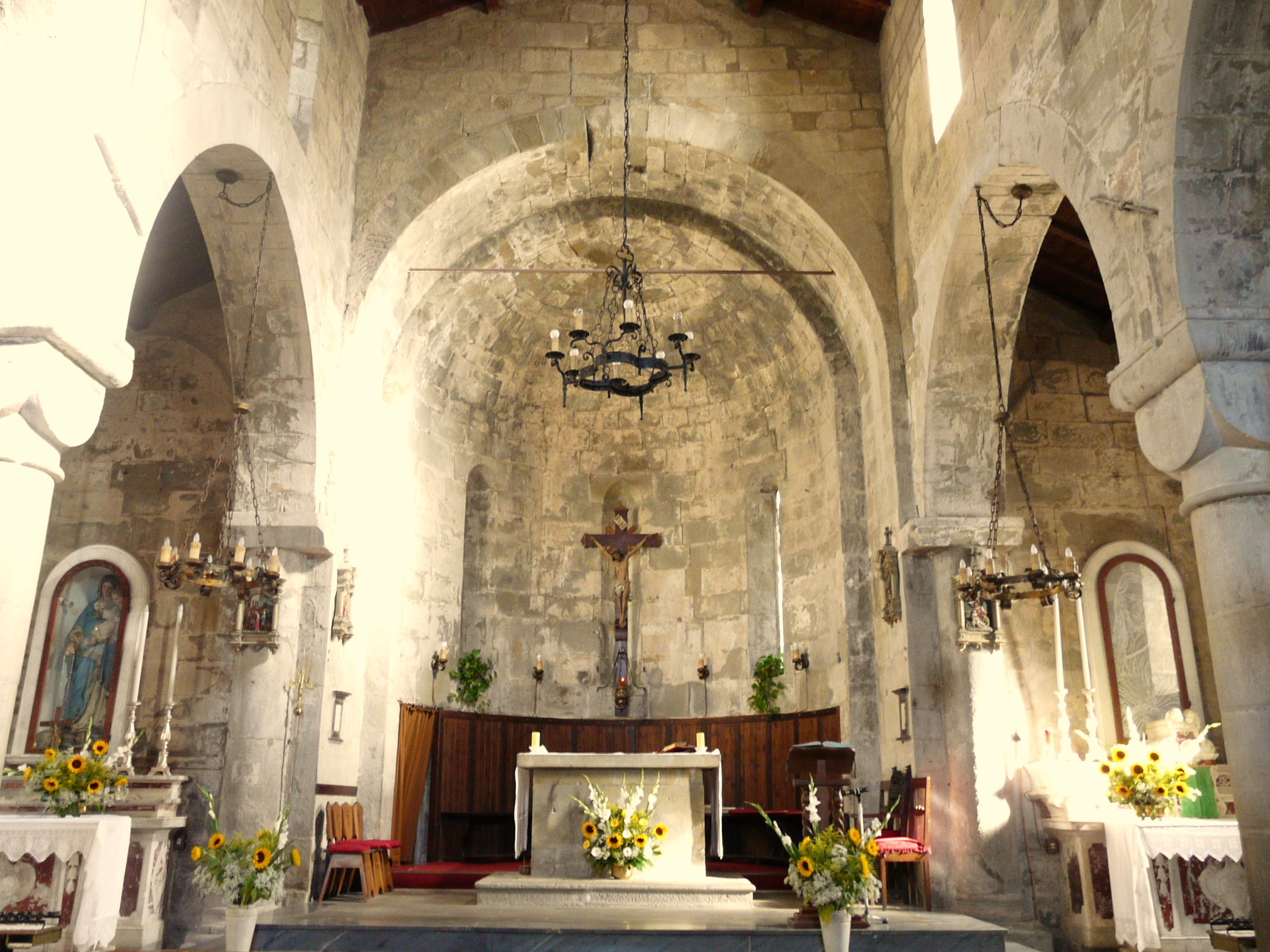
Interno della chiesa di San Lorenzo a Pieve San Lorenzo
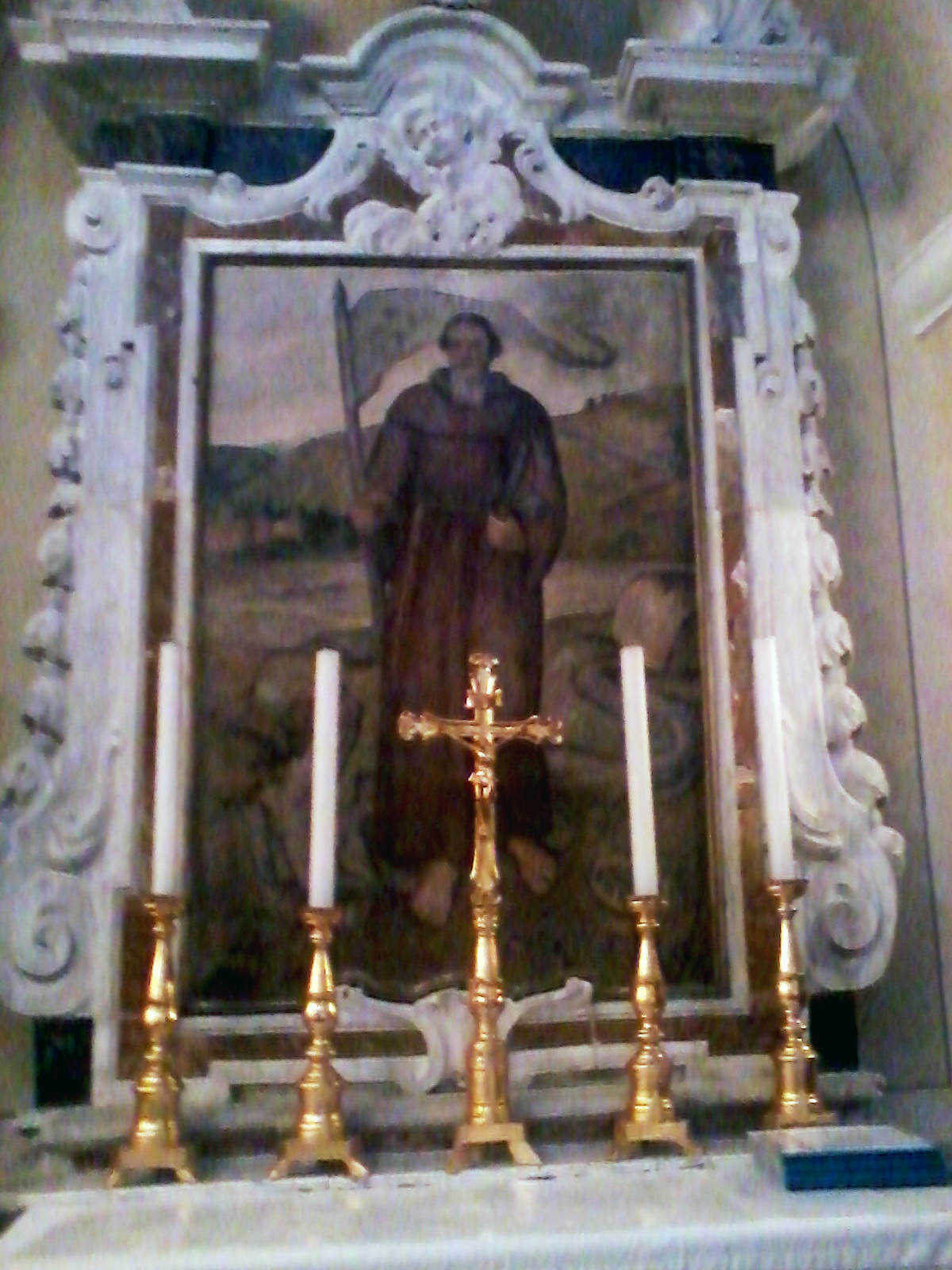
San Guglielmo, chiesa di San Michele Arcangelo in Minucciano